# St. Valentin (Venrath)

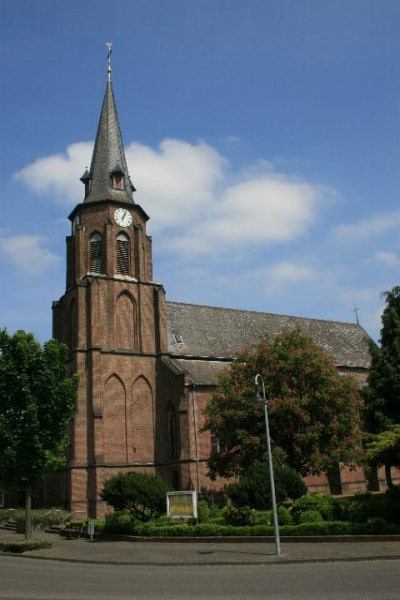
St. Valentin in Venrath

Die Kirche St. Valentin ist eine römisch-katholische Filialkirche der katholischen Pfarrei Christkönig Erkelenz des Ortsteils Venrath der Stadt Erkelenz im Kreis Heinsberg (Nordrhein-Westfalen). Als zweitem Patron ist sie St. Rochus, Gedenktag am 16. August, geweiht.
Die Kirche ist unter Nummer 291 in die Liste der Baudenkmäler in Erkelenz eingetragen.

## Geschichte
Eine Kirche in Venrath wird das erste Mal am 14. Februar 1478, am Tag des Kirchenpatrons Valentin in einer Urkunde erwähnt. An diese Kirche wurde im Jahr 1525 ein neuer Glockenturm und ein neuer Chor vermutlich im Baustil der Gotik angebaut.
Zu Beginn des 19. Jahrhunderts wurde diese Kirche zu klein. Der Bau bestand aus großen Teilen aus einem Konglomerat von Quarzitblöcken und anderen Bruchsteinen. Durch An- und Umbauten wurde aus dem ursprünglichen Baukörper das Mittelschiff mit Durchbrüchen zu den angebauten zwei Seitenschiffen und dem angebauten Chor eine dreischiffige Kirche mit vorgebautem Turm.
1852 gründete sich ein Sammelverein zum Bau einer neuen Kirche. Die alte Kirche befand sich 100 m südwestlich des heutigen Kirchenstandorts auf dem heutigen Friedhof und wurde nach Fertigstellung der jetzigen Kirche am 14. Januar 1869 auf Abbruch für 125 Thaler an Peter Heinrich Gillrath versteigert.
Im Jahr 1857 schließlich beauftragte die Pfarrgemeinde den Architekten Friedrich Schmidt zur Planung eines neuen Gotteshauses. Schmidt war zu diesem Zeitpunkt Mitarbeiter in der Dombauhütte in Köln unter Ernst Friedrich Zwirner und war neben dieser Tätigkeit als Baumeister für andere Kirchen tätig. Der erste Entwurf von Schmidt als 5-jochige Pseudobasilika mit zwei Seitenschiffen, einem einjochigen Chor mit 5/8-Schluss und einem mächtigen Turm über dem Chorjoch fand nicht die Zustimmung der Behörden. Der Standort am Platz der alten Kirche auf dem Friedhof war zu klein. Im zweiten Entwurf wurde das Langschiff um ein Joch gekürzt und anstelle des Chorturms wurde das erste Joch im Mittelschiff als Vorhalle und Grundlage für einen später noch zu errichtenden Turm geändert. Ein spitzer sechseckiger Dachreiter über dem Turmansatz bekrönte diesen zweiten Entwurf von 1857.

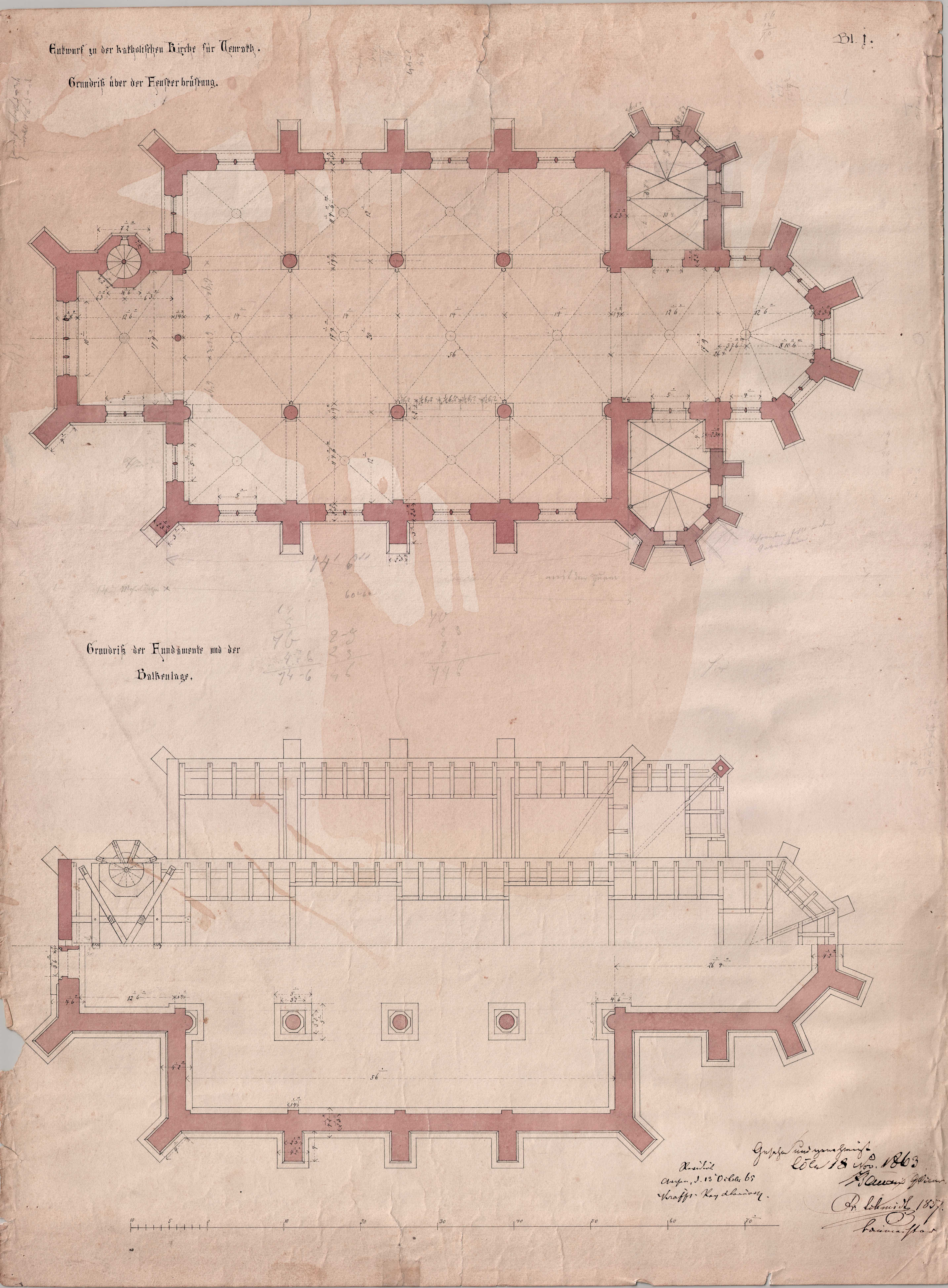
Grundrisse zum Neubau der Kirche, Entwurf II, November 1857
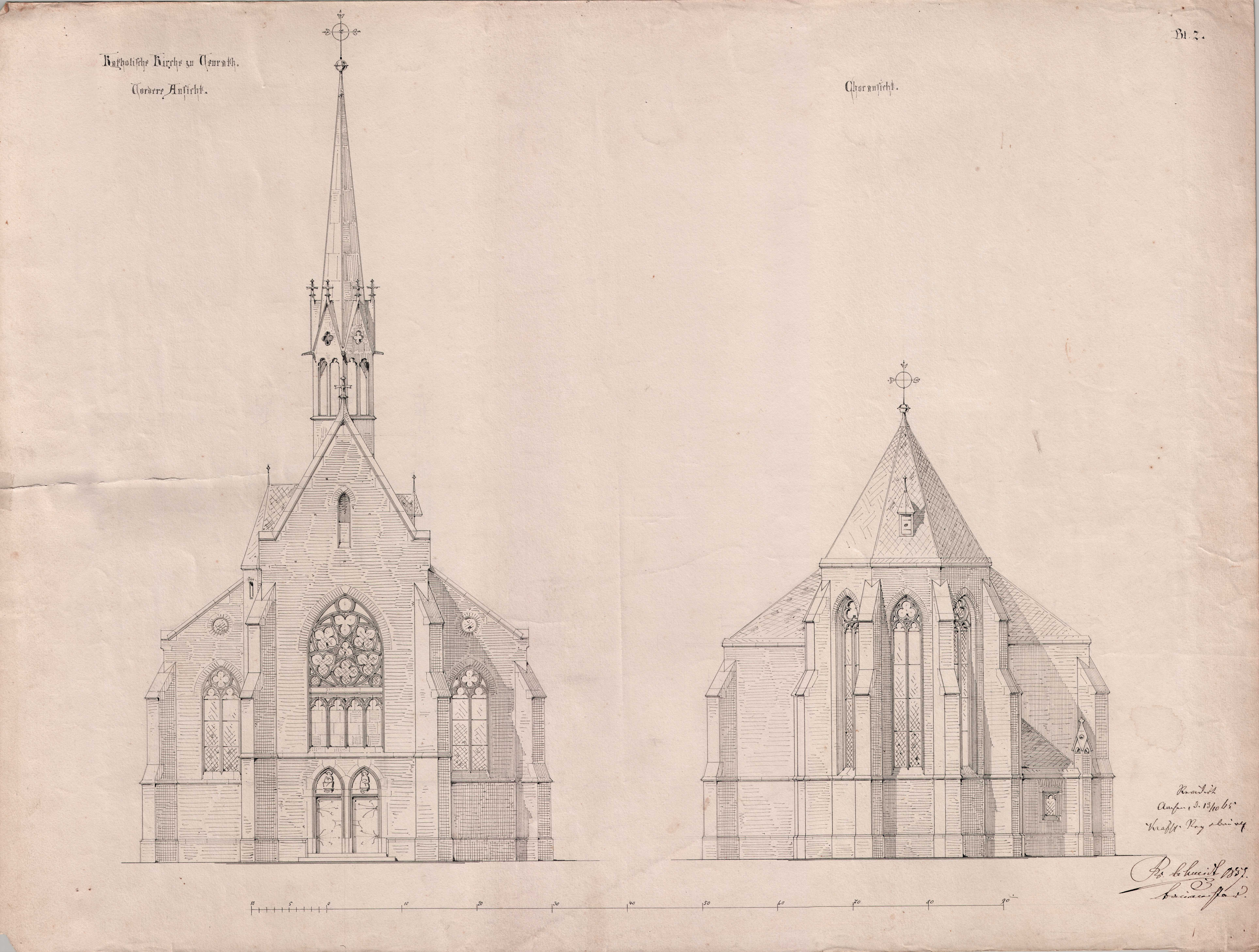
Vorderansicht und Rückansicht zum Neubau der Kirche, Entwurf II, November 1857
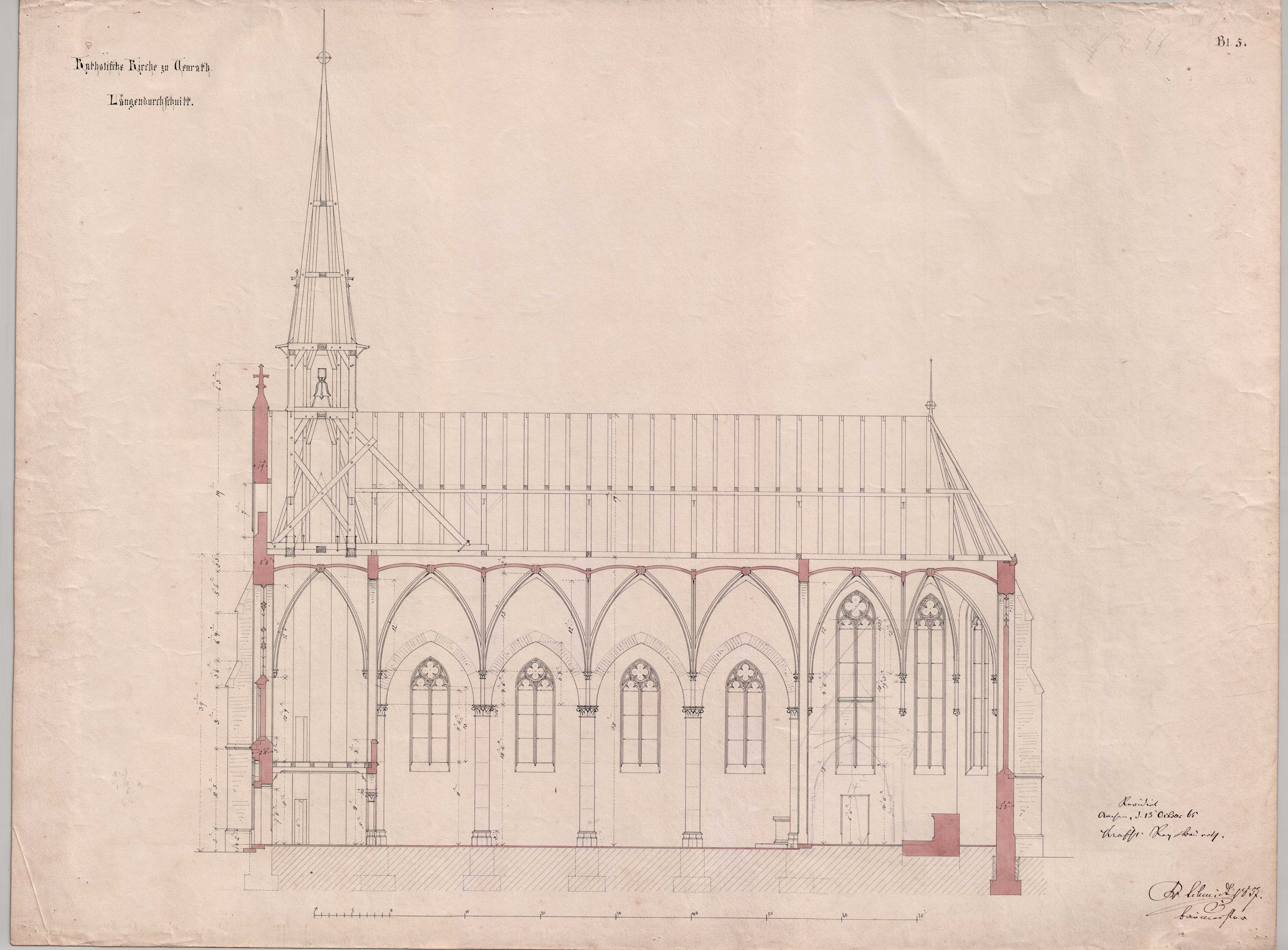
Längsschnitt zum Neubau der Kirche, Entwurf II, November 1857

Dann ruhte für einige Jahre das Projekt Kirchenneubau und wurde erst 1863 wieder konkreter angegangen. Neben der Beschaffung der notwendigen Mittel ging man auch auf die Suche nach einem neuen Bauplatz, da man den bisherigen Standort als zu klein empfand. Insgesamt wurden 6 verschiedene Standorte in teilweise sehr lebhaften Diskussionen in der Gemeinde diskutiert. Nach der Schenkung des Bauplatzes durch Johann Hermann im Jahr 1866 konnte im selben Jahr mit dem Bau begonnen werden. Am 2. Dezember 1866 schloss das Kirchenbau-Comitee mit dem ortsansässigen Kaufmann Leopold Gillrath einen Vertrag zur Fertigung und Lieferung der benötigten Ziegelsteine ab. Diese Steine wurden in einem Feldbrandofen, etwa 200 m nördlich der Baustelle, hergestellt. Als Rheinischer Ringofen Ziegelei Gillrath in Erkelenz betreiben bis heute die Nachfahren Leopold Gillraths dieses Handwerk. Die Bauleitung übernahm der Aachener Architekt Robert Ferdinand Cremer, der zu Schmidts zweiten Entwurf ein Joch und den Glockenturm hinzufügte. Das Kirchenschiff und der Chor entsprachen in ihrer Größe dann wieder dem ersten Entwurf von Schmidt von 1857.

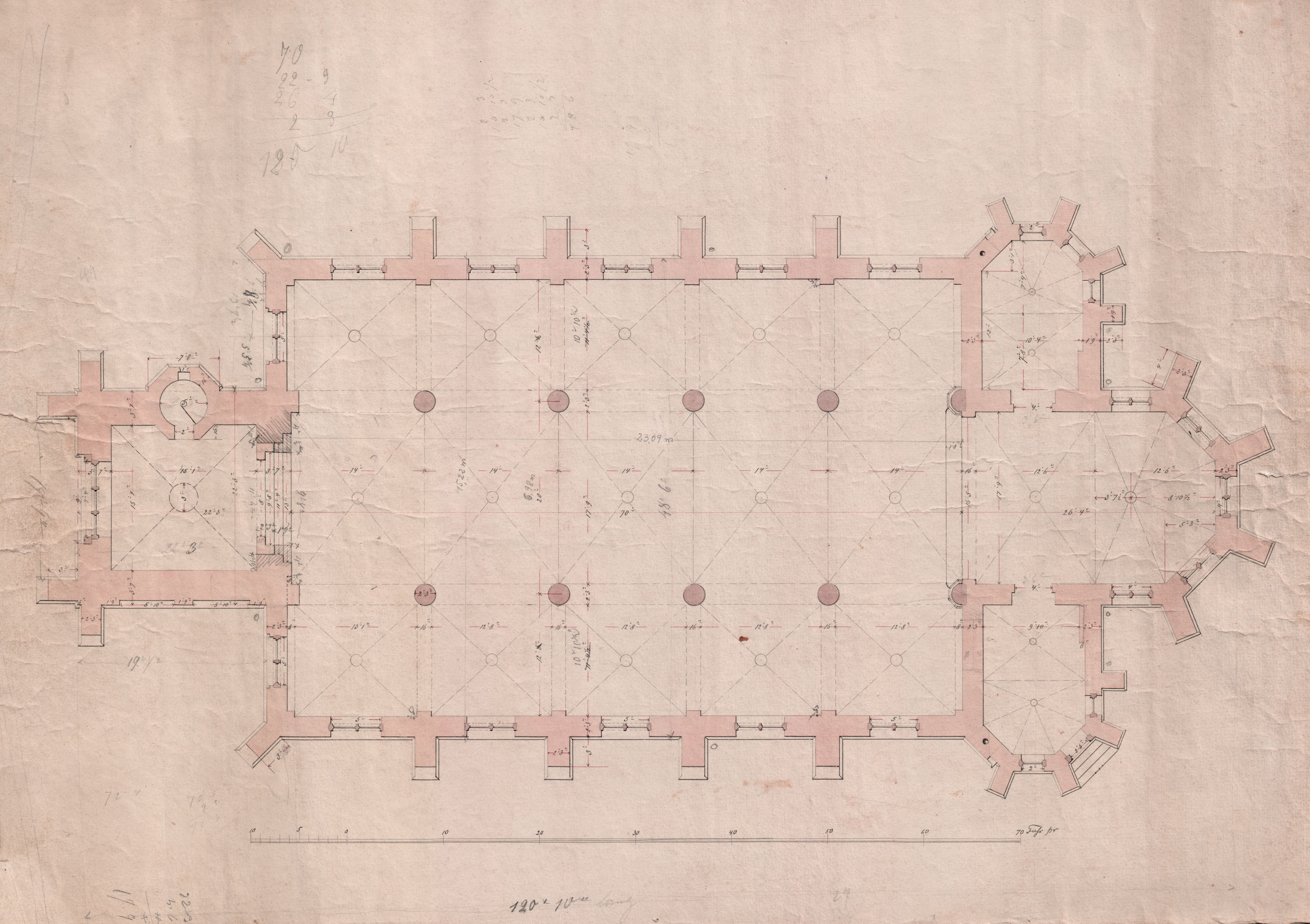
Grundriss zum Neubau der Kirche, ausgeführter Entwurf III, 1867
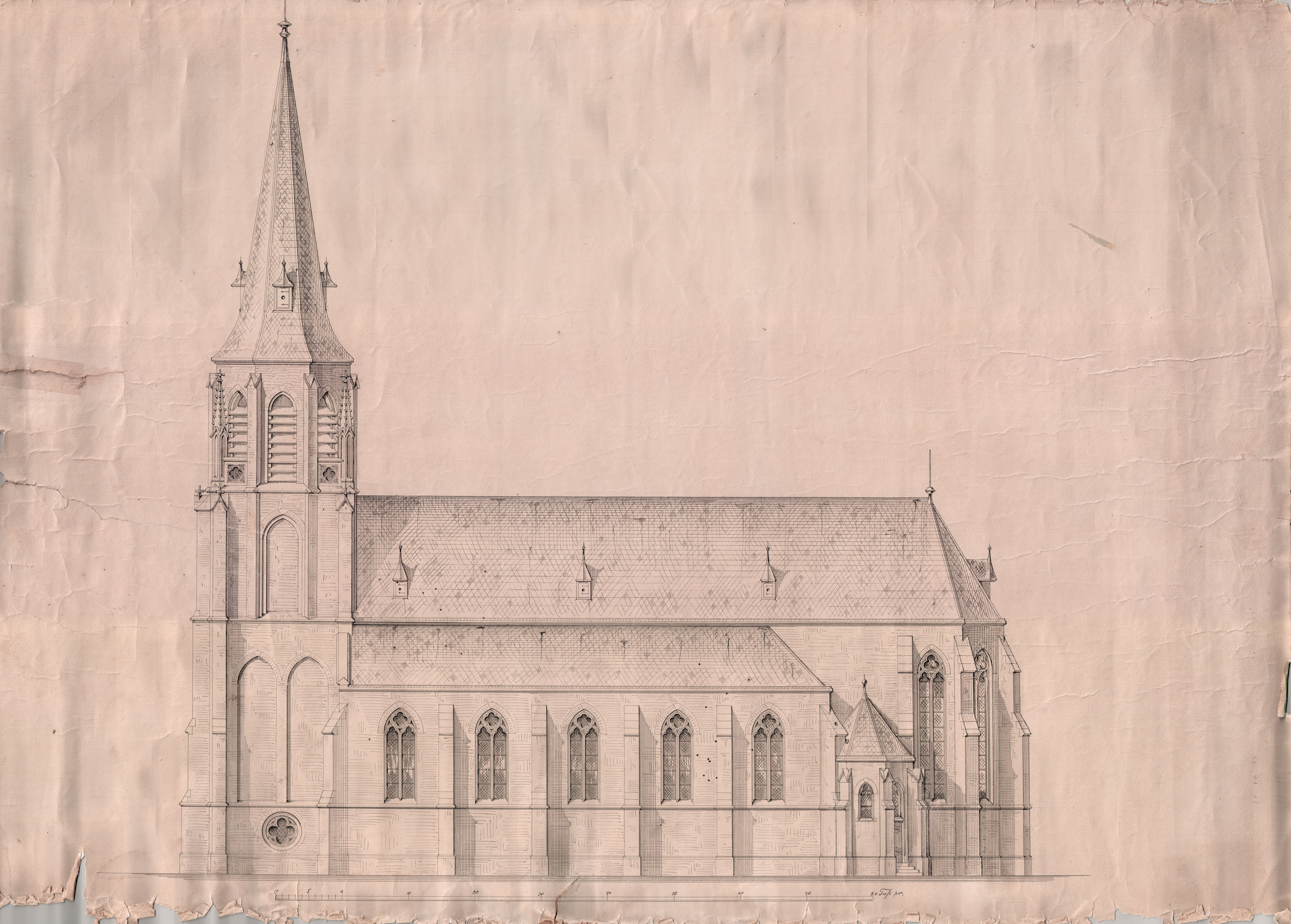
Seitenansicht zum Neubau der Kirche, ausgeführter Entwurf III, 1867

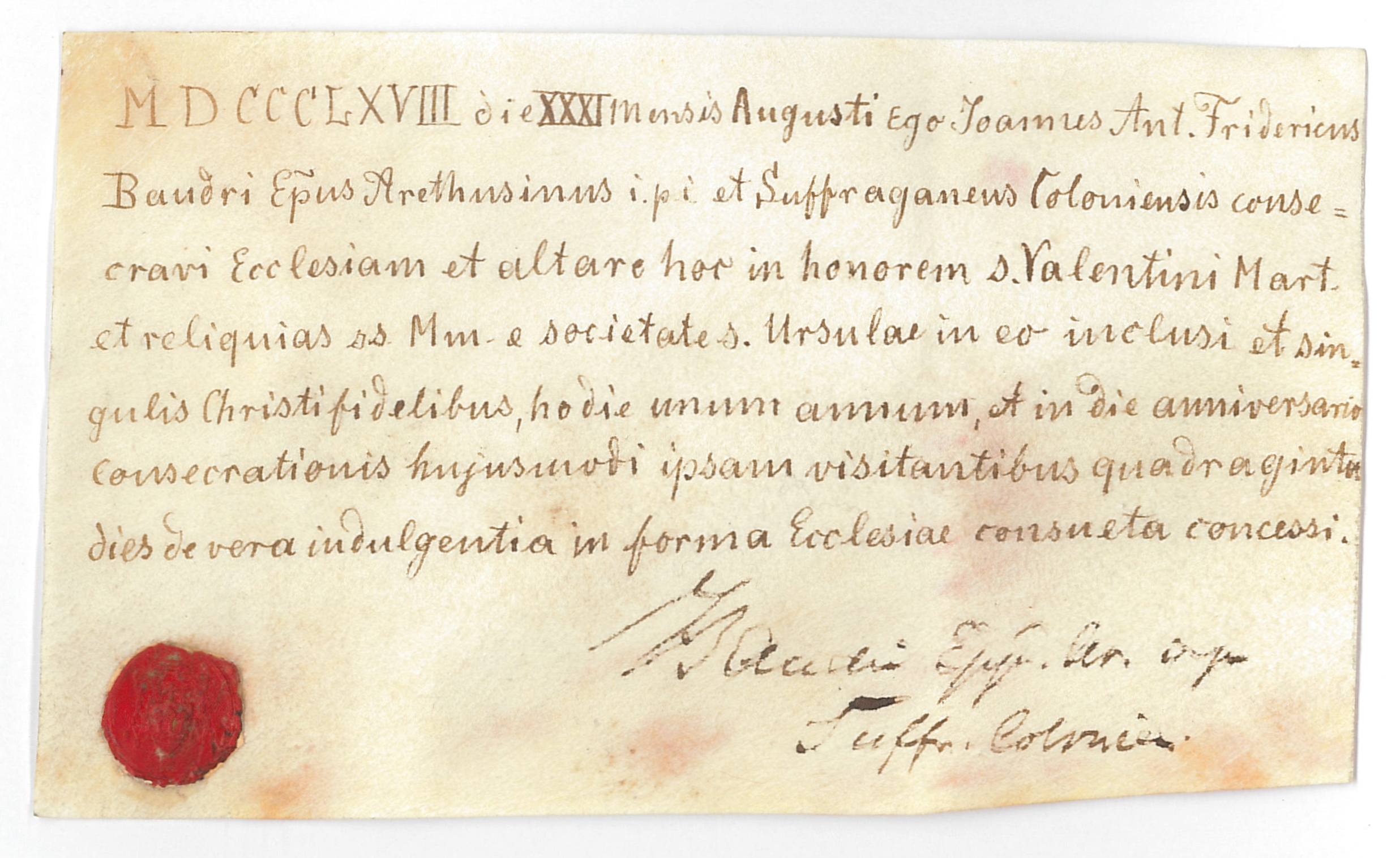
Urkunde zur Kirch- und Altarweihe 1868

Am 31. August 1868 wurde die dreischiffige neogotische Pseudobasilika mit vorgesetztem Glockenturm und dreiseitig geschlossenem Chor durch den Weihbischof von Köln, Johann Anton Friedrich Baudri eingeweiht.

## Baubeschreibung
Der dreischiffige fünfjochige Backsteinbau ist eine querschifflose Stufenhalle auf hohem Sockel mit einem queroblongen Chorjoch und fünfseitigem Chorschluss. Dem Chorjoch fügen sich im Norden und im Süden annähernd quadratische Anbauten mit seitlichen 3/6-Schlüssen. Der nördliche Raum, der 1956 nach Osten erweitert wurde, dient als Sakristei, der südliche seit der Renovierung 2015 als Werktagskapelle.
Der Bau ist außen komplett durch zweifach abgetreppte Strebepfeiler gegliedert, die nicht mehr ganz so nah an die Traufe der Seitenschiffdächer reichen wie im ersten Entwurf. Das Mittelschiff ist mit einem durchgehenden Satteldach bedeckt. Die Pultdächer der Seitenschiffe setzen nur knapp unterhalb der Traufe an. Die umlaufende Dachtraufe und die durchgehenden Sockel- und Sohlbankgesimse schließen wie schon im ersten Entwurf den Baukörper zu einer Einheit zusammen.
Die jeweils sechs Seitenschifffenster sind zweibahnig mit stehendem Vierpass-Motiv gestaltet, die fünf Chorfenster hingegen mit liegenden Dreipässen. Die beiden Fenster des Chorjoches sind vermauert und waren innen mit aufgemalten Maßwerk und Fenstern versehen. Bei der Renovierung 2015 wurde das aufgemalte Maßwerk nach den Befunden komplett neu angebracht, die gemalten Fenster nur in Musteransätzen wiederhergestellt. Die Fenstergewände sind einfach gestuft.
Dem Langhaus ist im Westen der nach den Plänen von Ferdinand Robert Cremer entwickelte, querrechteckige und viergeschossige Turm vorgesetzt, der im vierten Geschoss vom Viereck in ein durchfenstertes Polygon überführt ist. Die Geschosse sind deutlich durch Gesimse voneinander getrennt. In die Nordwand des Turmes ist mittig ein polygonales Treppentürmchen eingestellt. Zwei Treppen führen zu dem großen rechteckigen hölzernen Portal, welches von einem steinernen Gewände eingefasst wird. Darüber befindet sich in der Breite des Portals ein Maßwerkrahmen, in den drei in einem Kreis einbeschriebene stehende Vierpässe eingelassen sind. Über diesem erstreckt sich ein dreibahniges Maßwerkfenster mit ebenfalls stehenden Vierpässen. Im dritten Geschoss befindet sich ein zweibahniges Maßwerkfenster mit stehendem Vierpass, welches durch ein gemauertes, zweifach abgestuftes Gewände eingerahmt wird. Zudem wird das Fenster von durchlaufenden dreieckigen Wandvorsprüngen eingerahmt, welche die Flucht der Strebepfeiler im rückspringenden oktogonalen Obergeschoss aufnehmen.
Zwischen den Strebepfeilern im Obergeschoss befinden sich acht spitzbogige Fenster mit ebenfalls gemauertem, zweifach abgestuftem Gewände. Der Turm wird von einem achtseitigen Helm bekrönt.
Das Langhaus wird innen durch drei glatte Rundpfeiler-Paare auf achteckigem Sockel mit frühgotischem Knospenkapitell unterteilt. Aus Vorwölbungen der Kämpferplatten im Norden und im Süden erwachsen Dreiviertelsäulen mit Blattkapitellen, welche die Rippen der Kreuzgewölbe aufnehmen. An den Seitenschiffwänden enden diese in Blattkonsolen. Die Schlusssteine sind ringförmig gestaltet mit offenem Scheitelloch. Die Scheidbögen sind hoch und spitz geformt.

## Abmessungen
Zur Zeit der Planung ab 1857 und des Baus 1866–1868 wurde noch nicht das heute übliche metrische Längensystem mit dezimaler Teilung verwendet. Man verwendete das duodezimale Längensystem mit dem Rheinischen Fuß als Grundlage. 1 rhein. Fuß = 313,8535 mm, 1 rhein. Fuß = 12 Zoll = 144 Linien, in den Zeichnungen verwendete man als Einheitenzeichen: ’ (Fuß) ’’ (Zoll) ’’’ (Linie).
Innenmaße
Die fünf Joche des Langschiffs sind jeweils 5 × 14’ = 70’ = 21,97 m lang, das Mittelschiff ist 20’ = 6,27 m breit und die Seitenschiffe jeweils 12’ = 3,77 m breit. Gesamtbreite: 44″ = 13,81 m. Die Innenhöhe vom Fußboden bis unter die Schlusssteine der Gewölbe im Mittelschiff beträgt 36’ = 11,30 m, in den Seitenschiffen 28″ = 8,79 m. Der Chor ist 26″ 4’’ = 8,26 m lang und 17’ 9″ = 5,57 m breit.

## Ausstattung

### Altäre
Der neugotische Hochaltar von 1868 mit geschnitztem Retabel, die geschnitzte Kanzel und die Kommunionbank wurden ebenso wie der vermutlich spätgotische Christus-Corpus mit dem Triumphkreuz 1955–1956 bei der Umgestaltung des Innenraums der Kirche entfernt und größtenteils vernichtet. Ebenso entfernte man das seitliche Sprengwerk an den beiden Retabeln der Seitenaltäre und das Schnitzwerk auf den Beichtstühlen. Unter dem Chorbereich wurde ein Keller zur Aufnahme einer Warmluft-Heizung ausgehoben. Die nördliche Sakristei wurde um einen Anbau vergrößert. Der Chorbereich wurde um eine Stufe höhergelegt. An Stelle der bisherigen Motivkacheln aus Mettlacher Platten wurde als Bodenbelag Solnhofener Plattenkalk verlegt.
Ein neuer Hochaltar aus poliertem Aachener Blaustein wurde auf einem Stufenpodest errichtet und vom Weihbischof Friedrich Hünermann aus Aachen am 12. Juni 1956 eingeweiht.

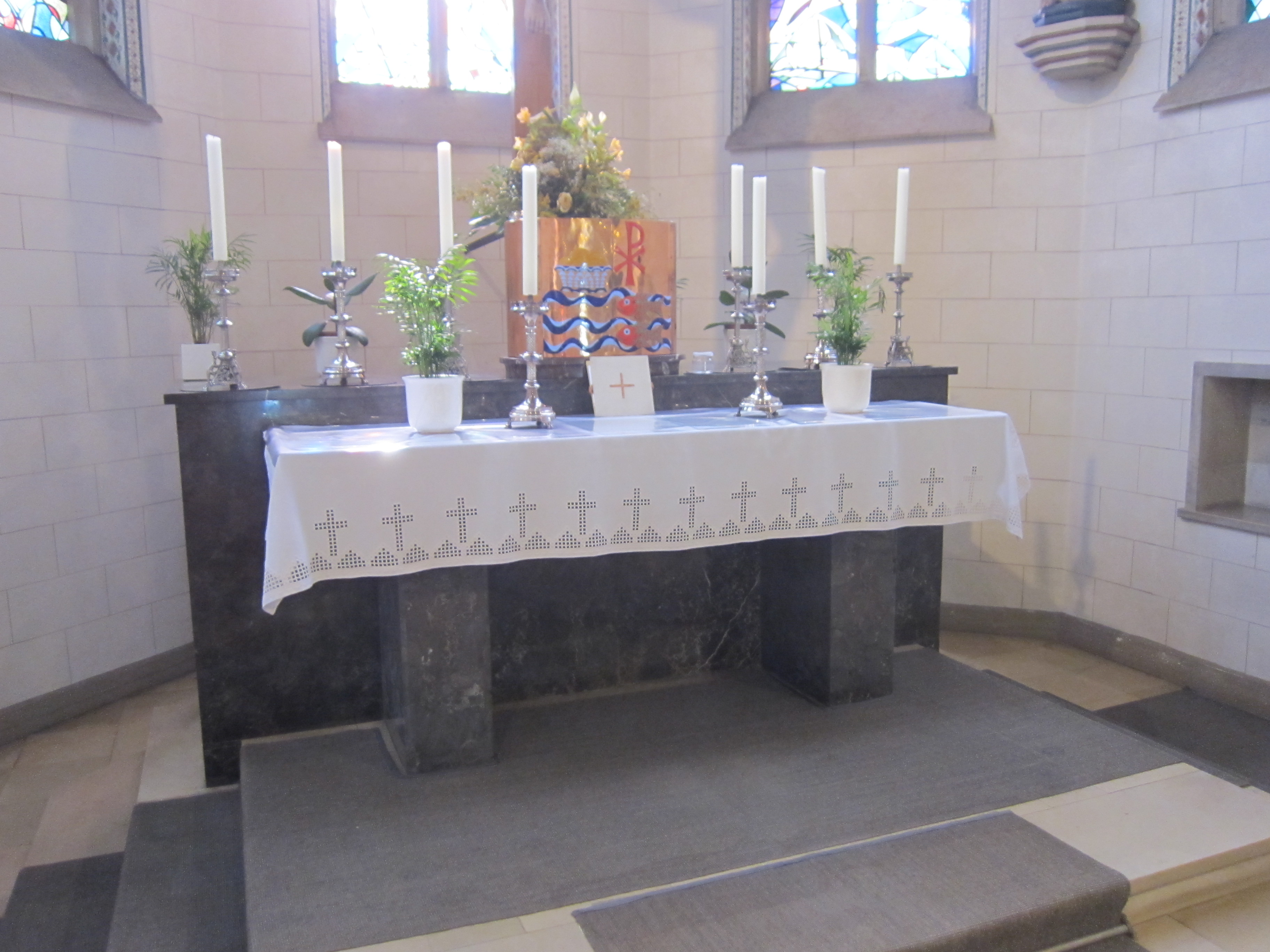
Ehemaliger Hochaltar, Aachener Blaustein, 1956–2014
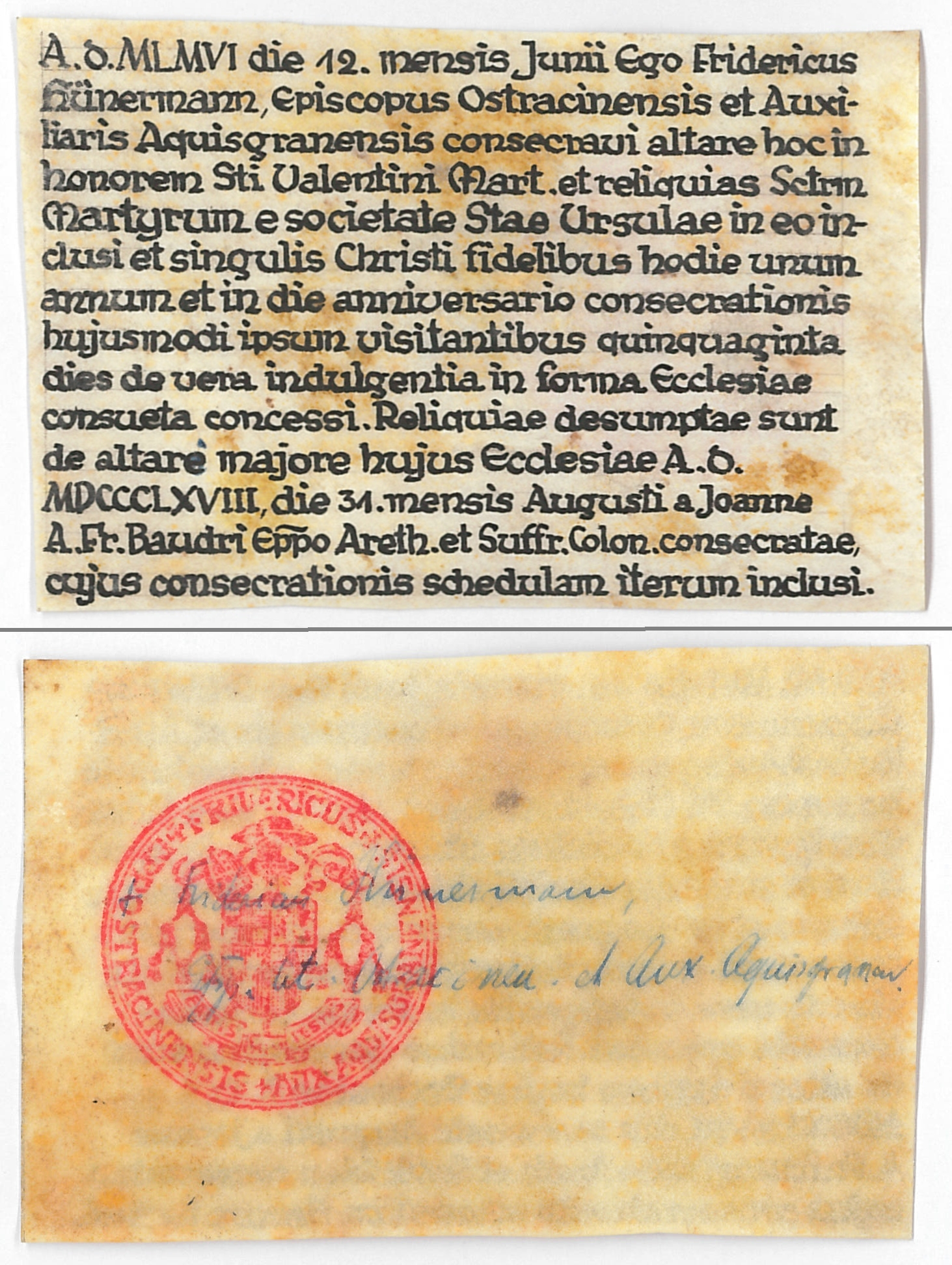
Urkunde zur Altarweihe 1956, Vorder- und Rückseite

Die Mensa und die beiden Stipites des Altars von 1956 fanden seit 2017 in der St. Jakobus-Kapelle im benachbarten Wockerath als Unterbau für das barocke Retabel eine neue Verwendung.
Zur Umsetzung der Liturgiereform nach dem Zweiten Vatikanischem Konzil wurde ein tragbarer Altar aus Oregon pine-Holz errichtet. Der Stipes ist ein quadratischer Pyramidenstumpf, darauf liegt die langrechteckige Mensa mit einem darin eingelassenen geweihten Altarstein. Maße: H 1,01 m x B 2,00 m x T 0,99 cm. Dazu wurde ein passendes Ambo in Form eines langgestreckten quadratischen Pyramidenstumpf aus dem gleichen Holz geschaffen.
Nach einer Zwischennutzung im Umsiedlungsort Keyenberg (neu) wird der renovierte und angepasste Altar und Ambo seit dem 18. Oktober 2024 in der Kapelle St. Wendelinus in Kaulhausen verwendet.
Vom 1. Februar 2013 bis zum 31. Mai 2015 fanden umfangreiche Sanierungs- und Renovierungsarbeiten statt. Hierbei erfolgte eine Umgestaltung des Altarbereiches. 2014–2015 wurden im Innern der Kirche die ornamentalen Wandmalereien aus der Erbauungszeit freigelegt und restauriert.
In einem feierlichen Gottesdienst zur Wiedereröffnung nach den umfangreichen Renovierungsarbeiten wurde am 31. Mai 2015 ein neuer Altar aus Belgisch Granit durch Weihbischof Johannes Bündgens geweiht sowie ein neuer Ambo (Belgisch Granit) und Tabernakel (Belgisch Granit und Edelstahl) eingeweiht.

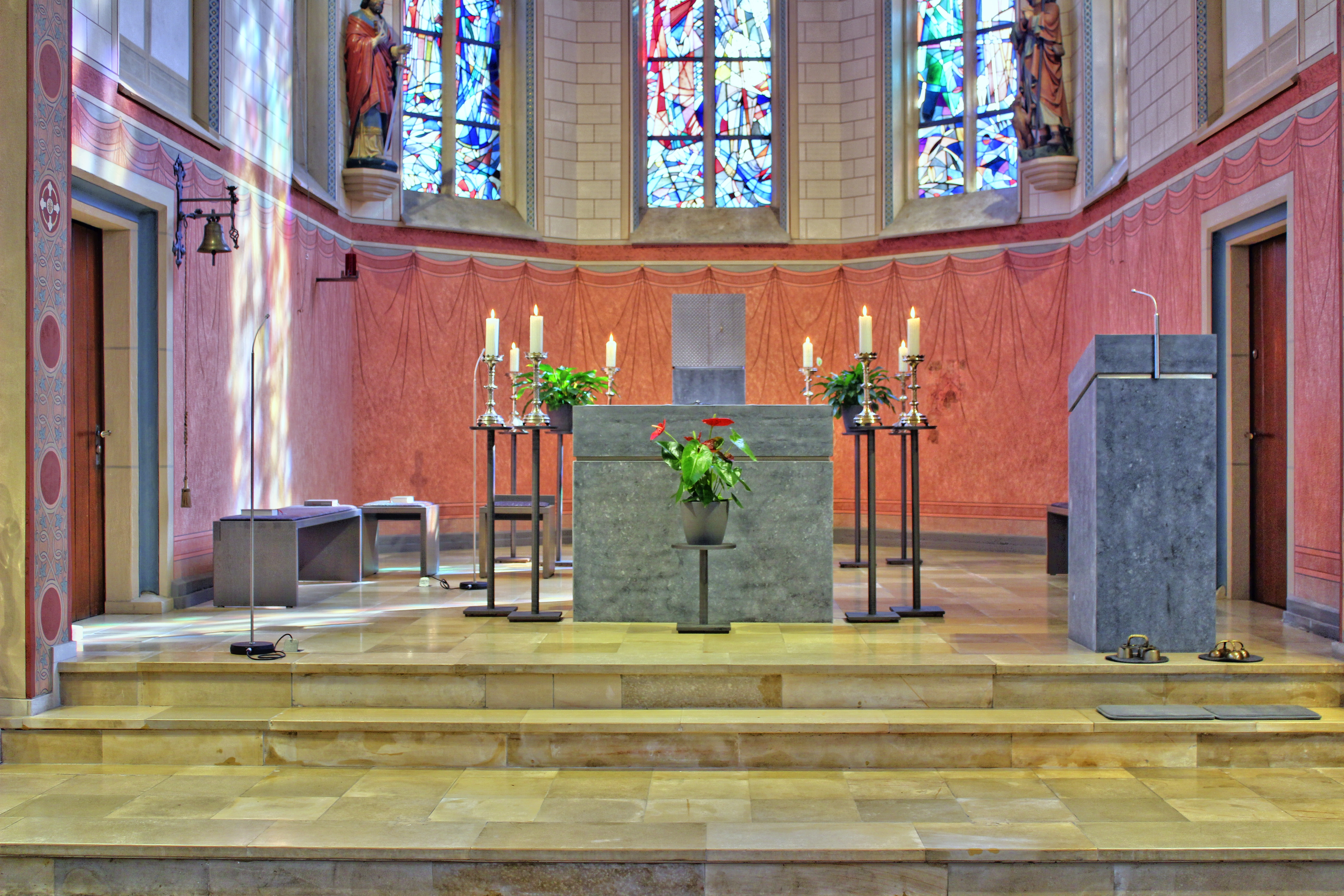
Altarbereich nach der Renovierung 2015
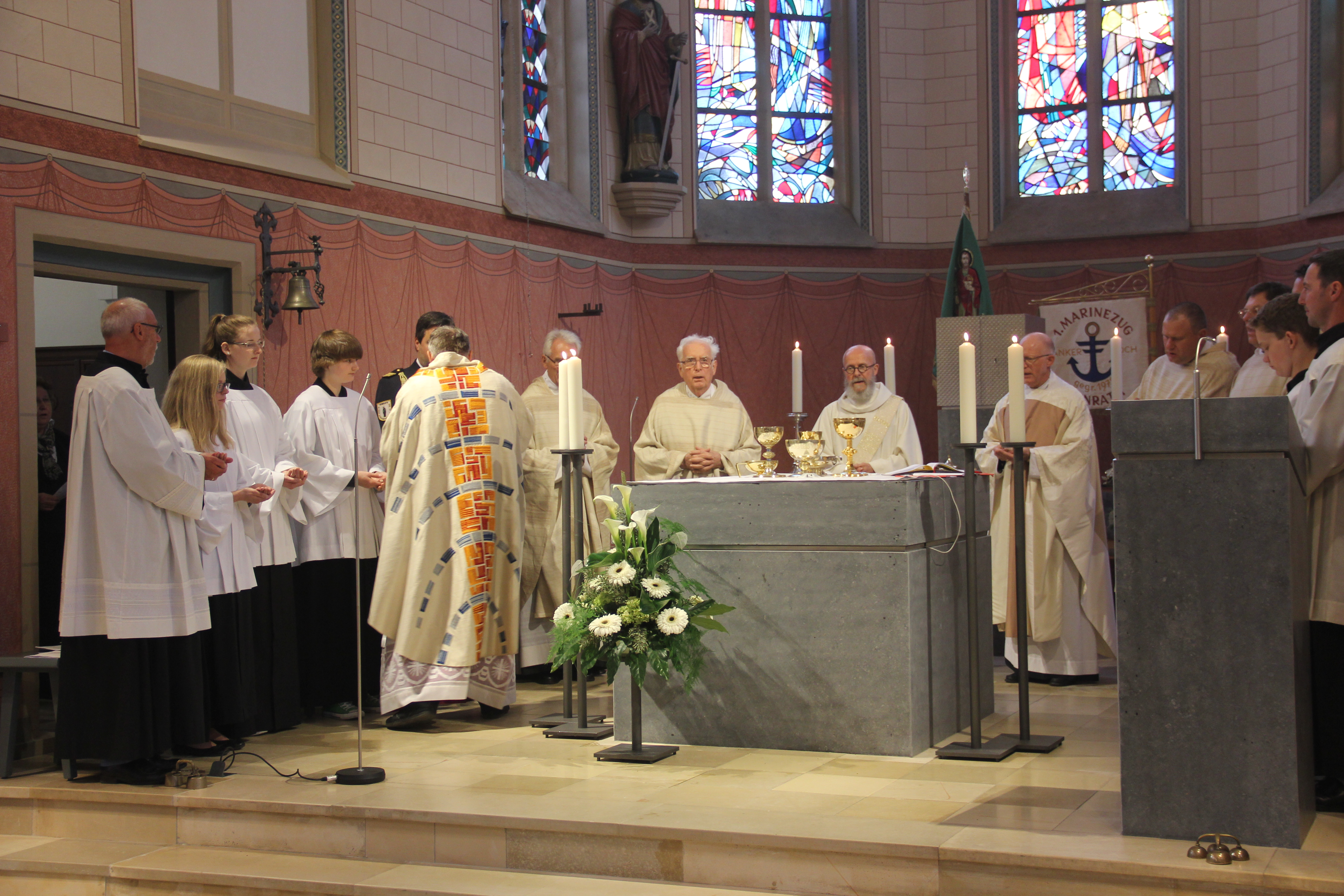
Altarweihe 31. Mai 2015

Die beiden Seitenaltäre von 1868 mit späteren Retabeln und Figuren haben sich leicht verändert erhalten.

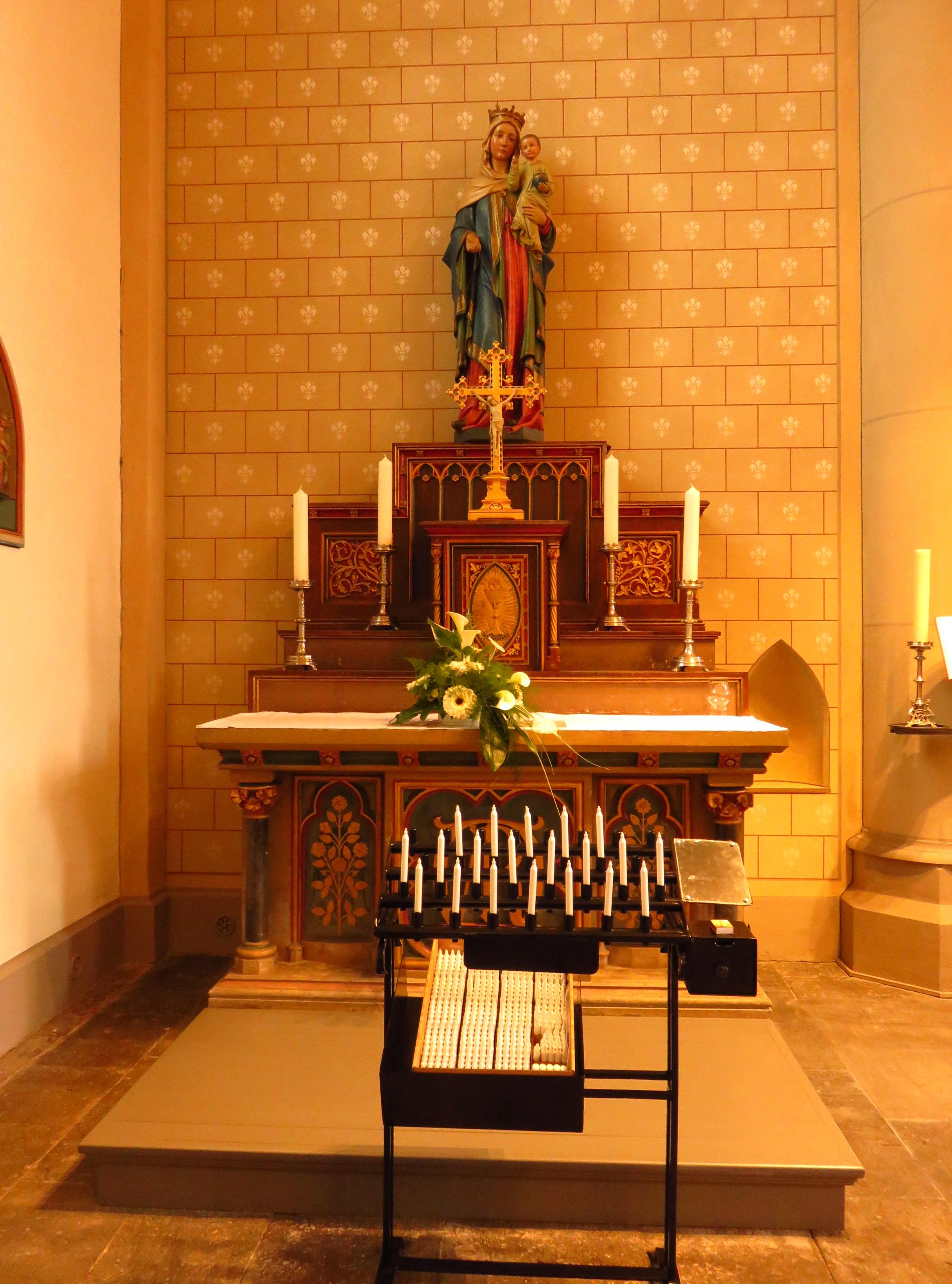
Linker Seitenaltar – Marienaltar, Mensa 1868, Steinmetz Odenthal, Köln, Retabel 1871, Bildhauer Carl Hohmann, Köln, Figur der Maria Rosenkranzkönigin, 1890, Bildhauer Josef Fink, Köln
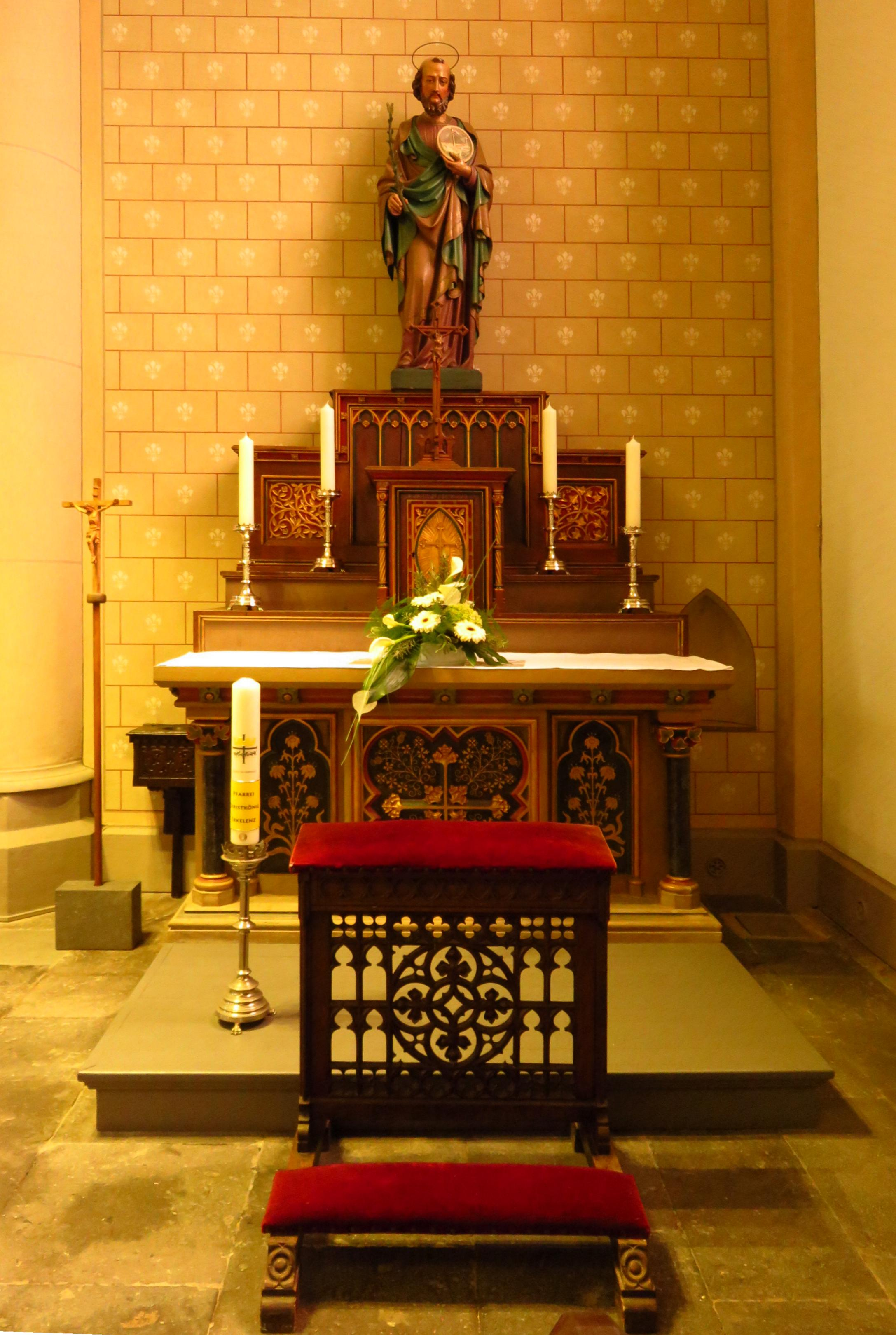
Rechter Seitenaltar – Josefsaltar, Mensa 1868, Steinmetz Odenthal, Köln, Retabel 1871, Bildhauer Carl Hohmann, Köln, Figur des Hl. Josef – Beschützer der ganzen Kirche, 1892, Bildhauer Jean Antoine Oor, Roermond

### Ausmalung

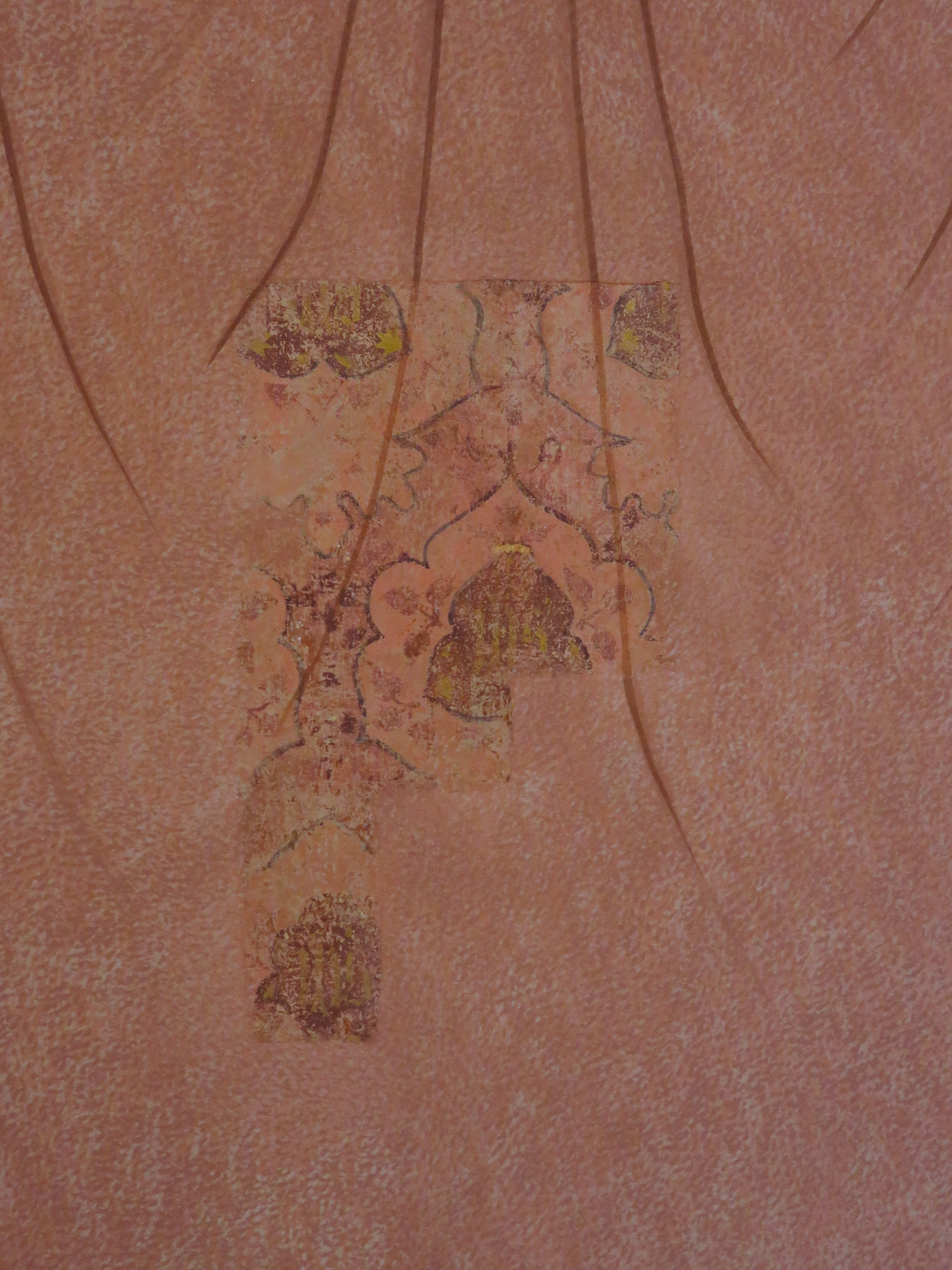
Freigelegte Teppichmalerei im Altarbereich nach der Renovierung 2015
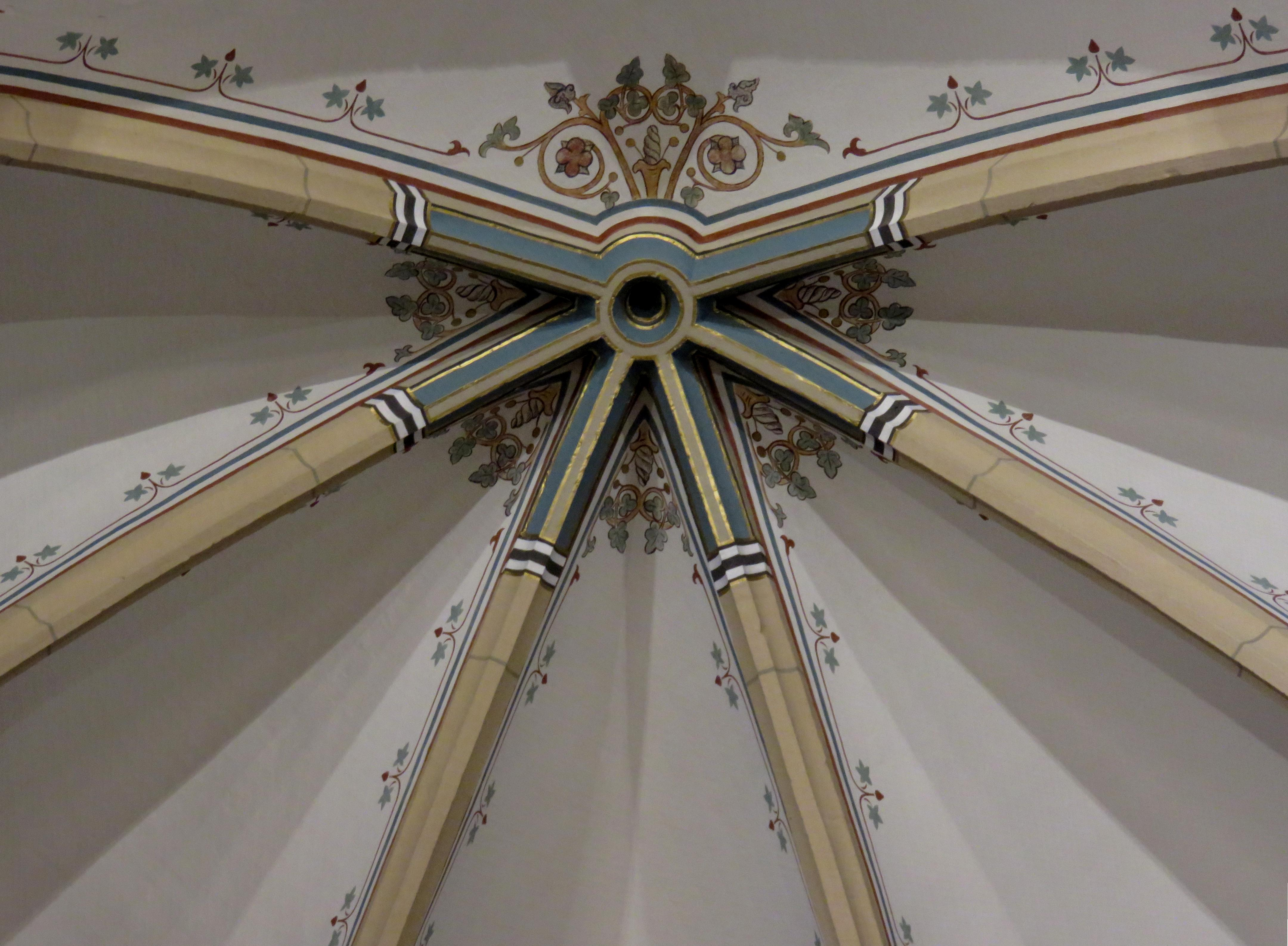
Malerei im Gewölbe des Chorraums, 2015
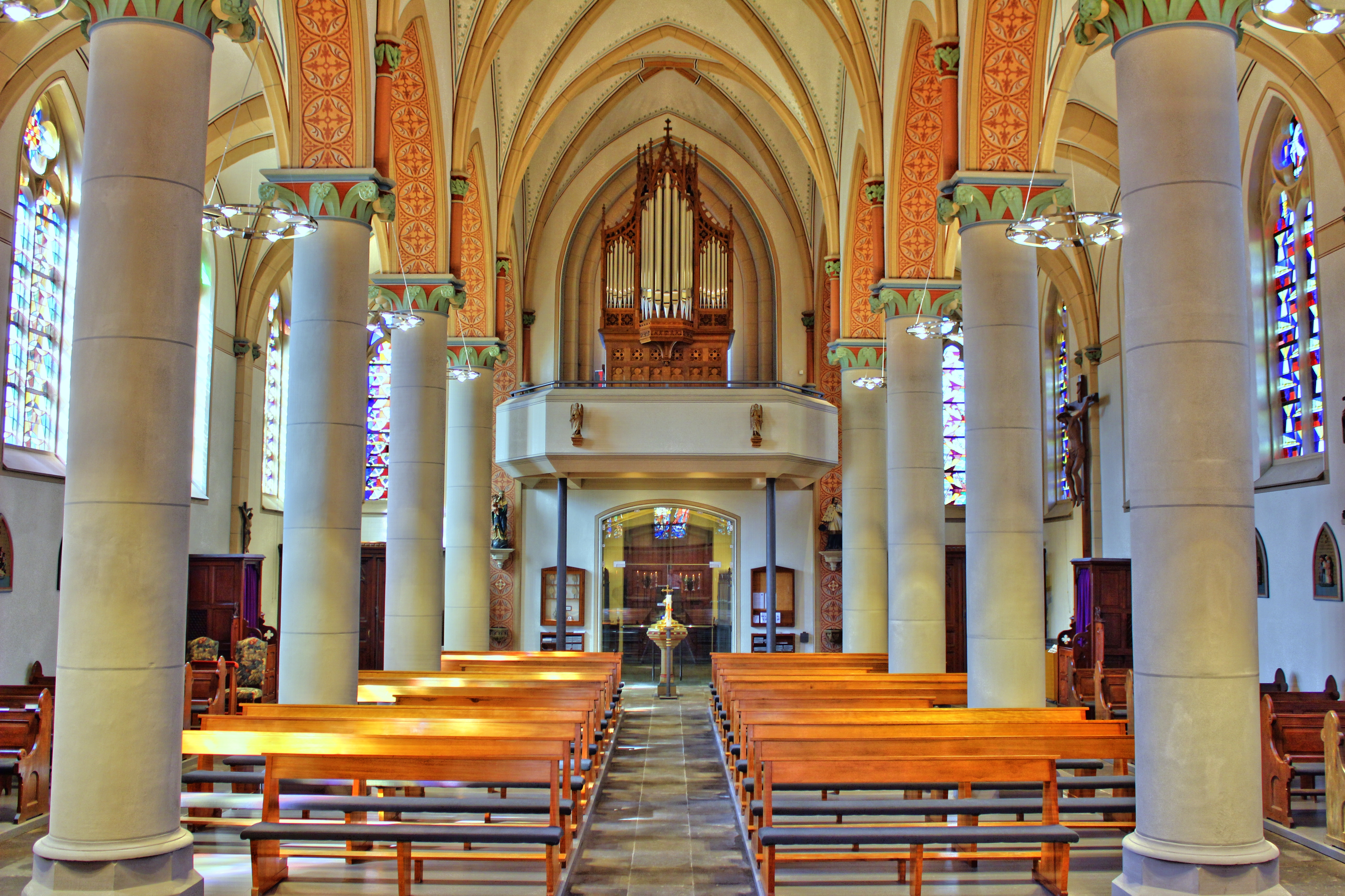
Langschiff und Orgel nach der Renovierung 2015
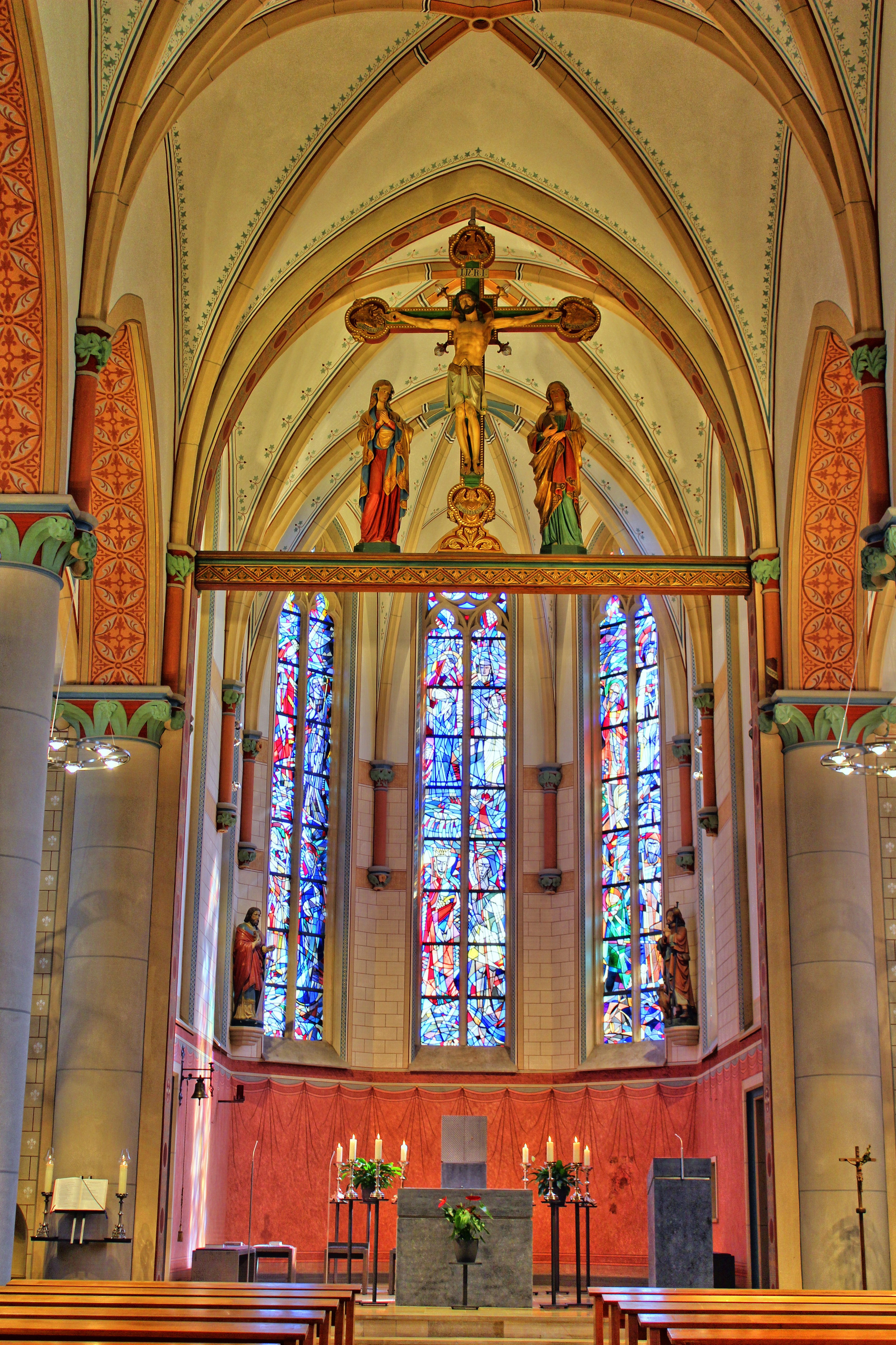
Ansicht Chorbereich mit Kreuzigungsgruppe aus St. Lambertus (Immerath) nach der Renovierung 2015
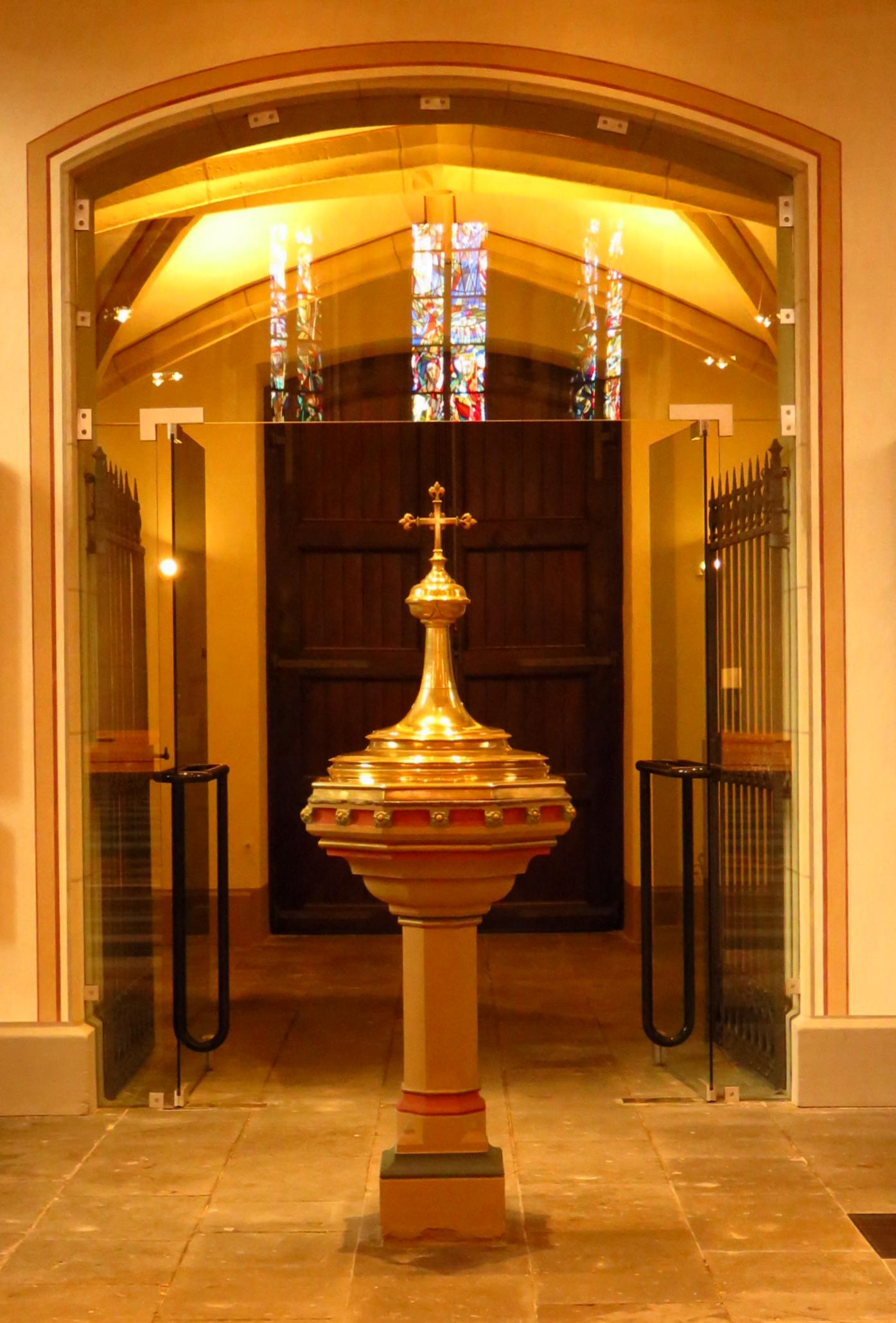
Taufstein aus Tuff mit Deckel, 1868, Standort nach der Renovierung 2015

### Figuren
Im Innern der Kirche befinden sich einige geschnitzte und bemalte Heiligenfiguren (Valentin; Rochus; Maria Rosenkranzkönigin; Josef, Beschützer der ganzen Kirche; Johannes der Täufer; Barbara; Franziskus; Maria Immaculata; Pietà; Johannes Nepomuk; Antonius von Padua; Aloisius von Gonzaga; Herz Jesu) aus dem 18. und 19. Jahrhundert.

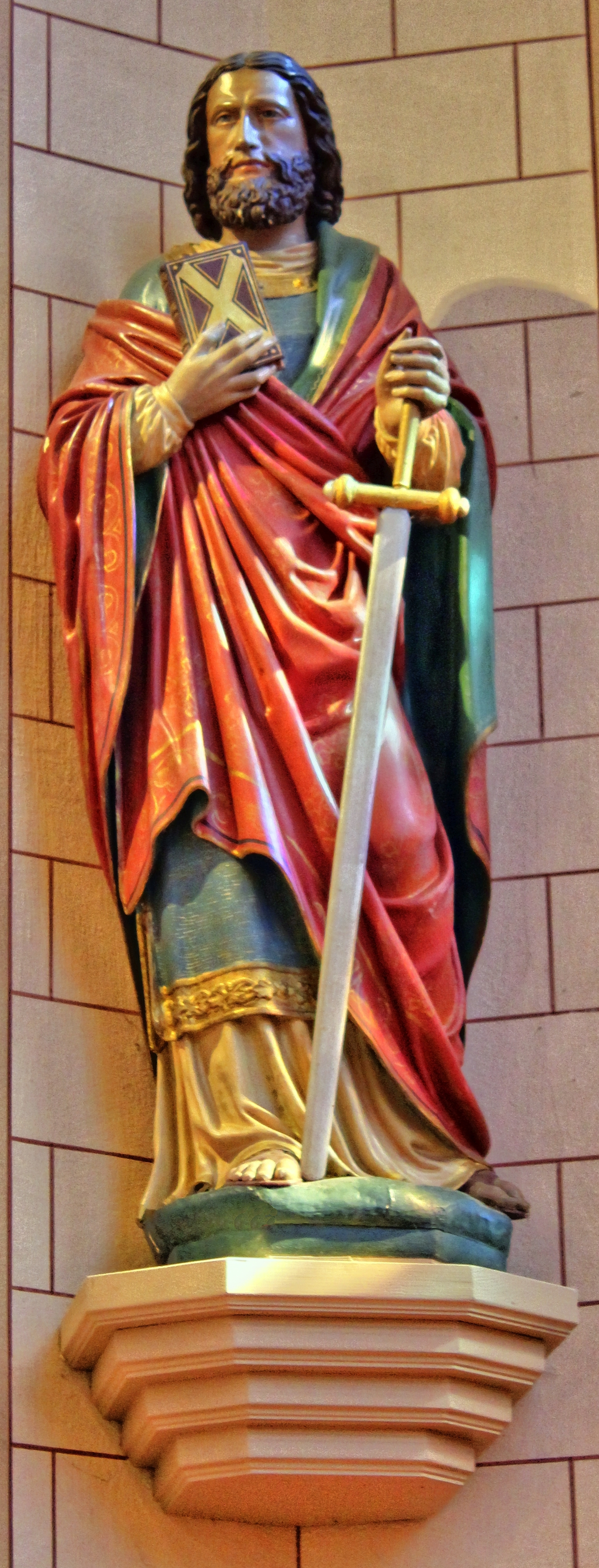
Figur des Hl. Valentin, 1860–1865
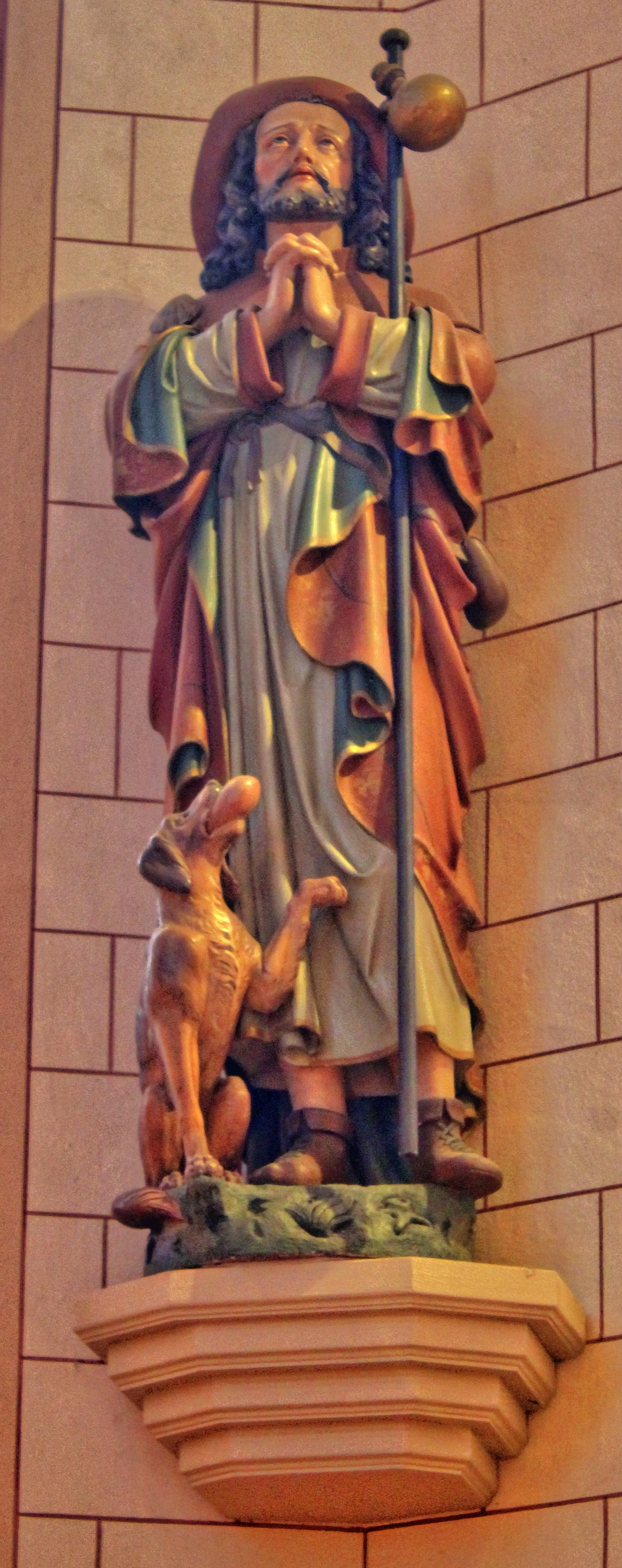
Figur des Hl. Rochus, 1894
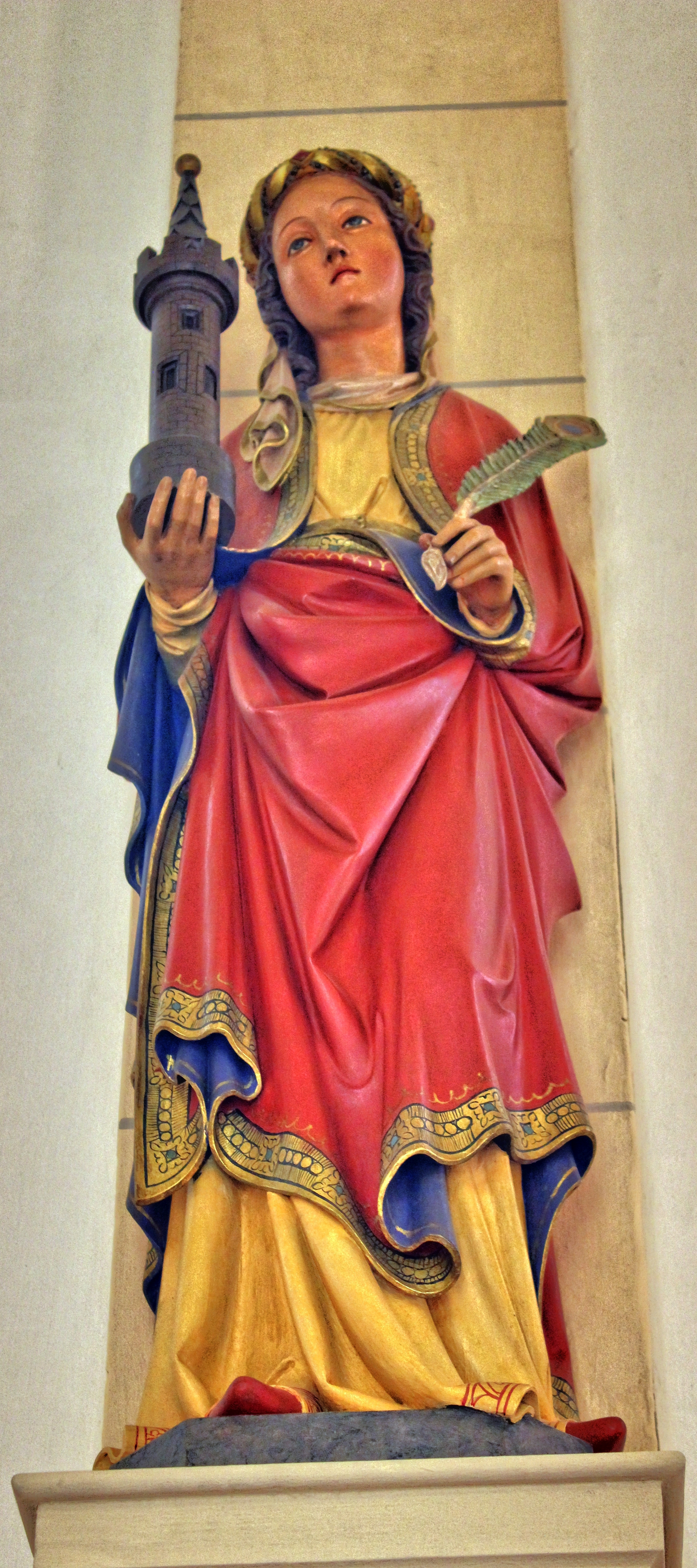
Figur der Hl. Barbara, 1889, Bildhauer Josef Fink, Köln
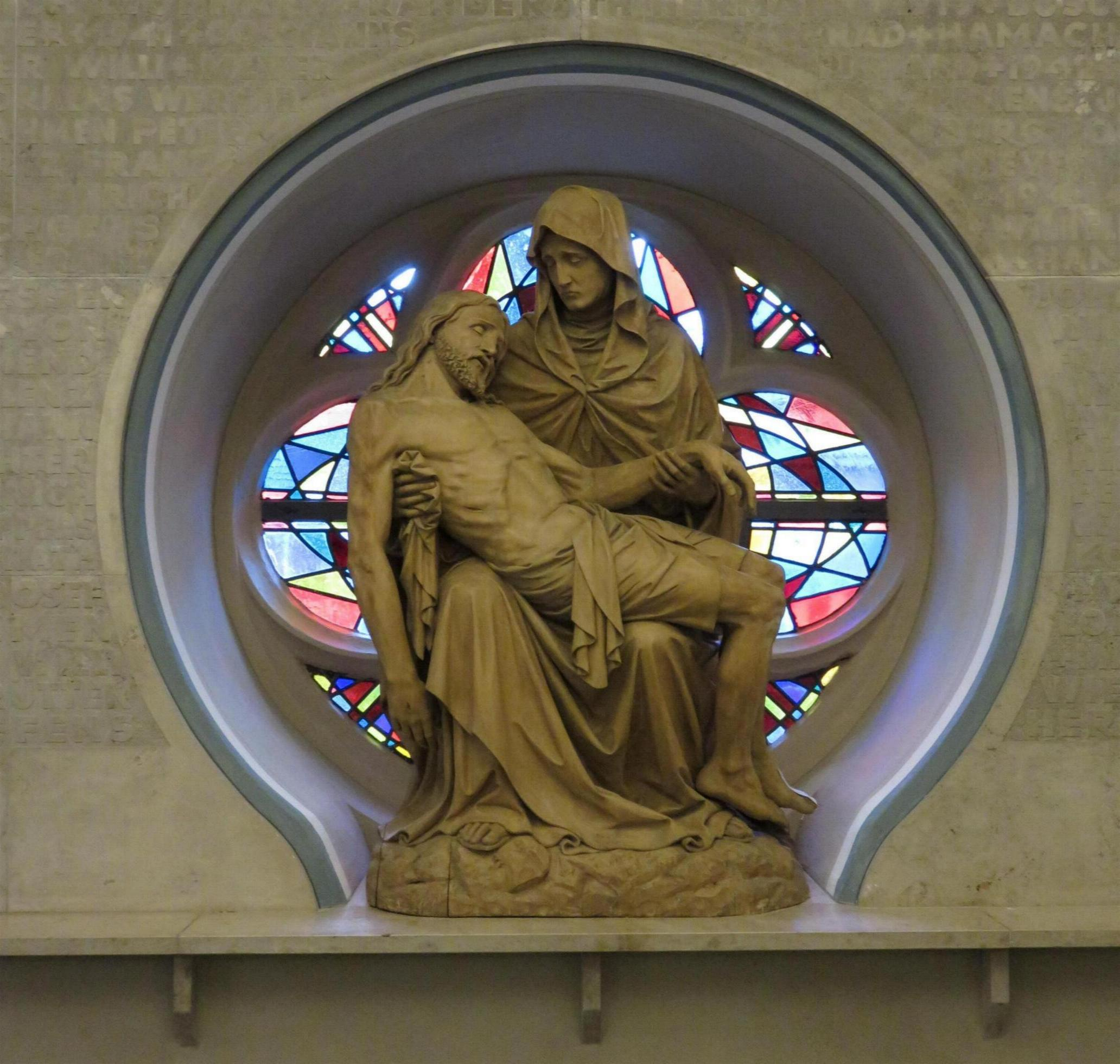
Pieta – Schmerzhafte Mutter, um 1900, Bildhauer Pohl & Esser, Aachen

Aus der ehemaligen, mittlerweile devastierten Kirche St. Lambertus (Immerath) kam 2015 die Kreuzigungsgruppe nach Venrath. Diese ist im Triumphbogen angebracht. Die lebensgroßen geschnitzten Holzfiguren Maria, Johannes sowie das Kreuz mit dem sterbenden Jesus, stehen auf einem Querbalken. Diese Figuren hat der Bildhauer Richard Moest aus Köln geschaffen.

### Bleiglasfenster

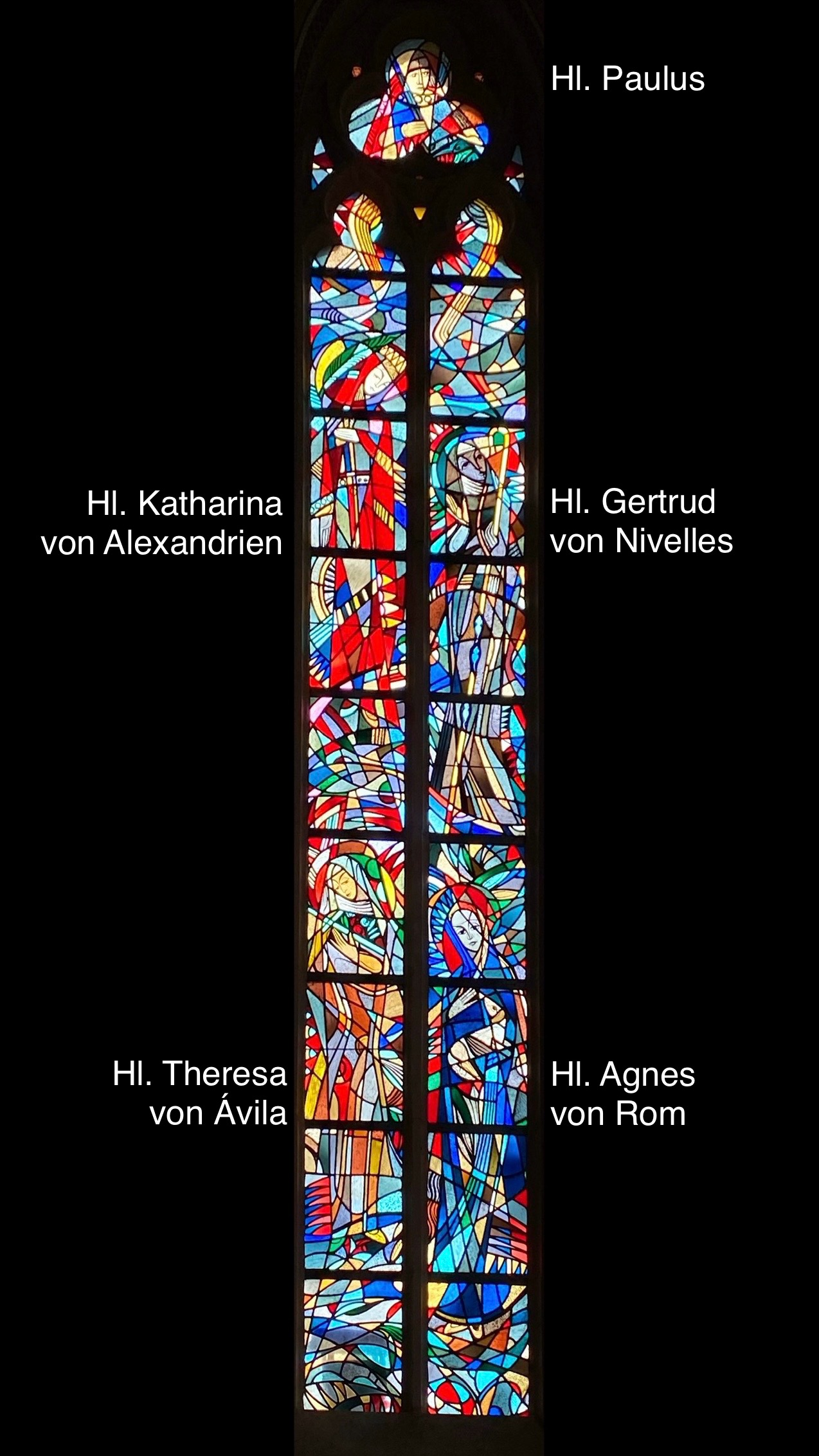
Chorfenster, links mit Benennungen
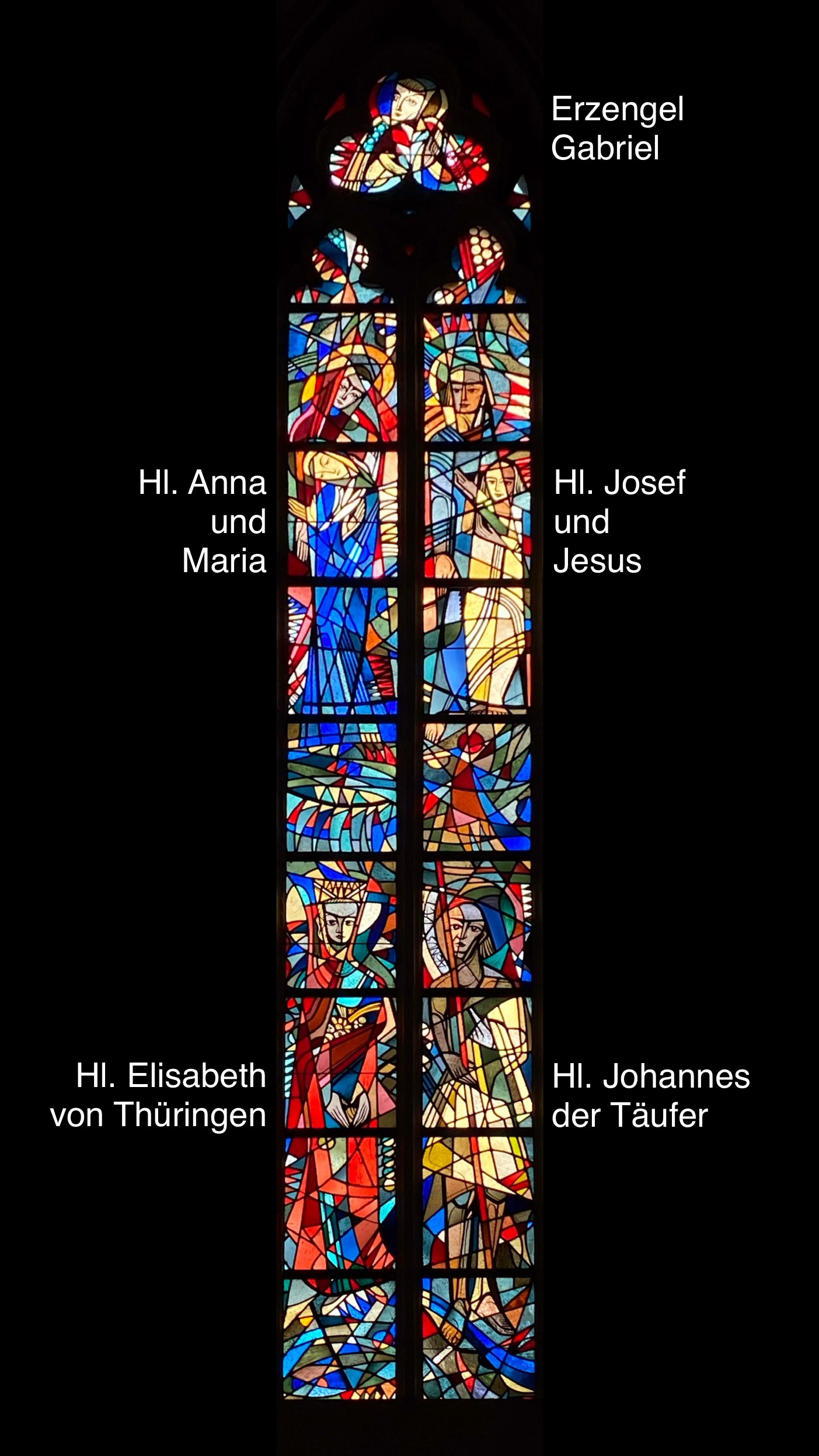
Chorfenster, mittig, mit Benennungen
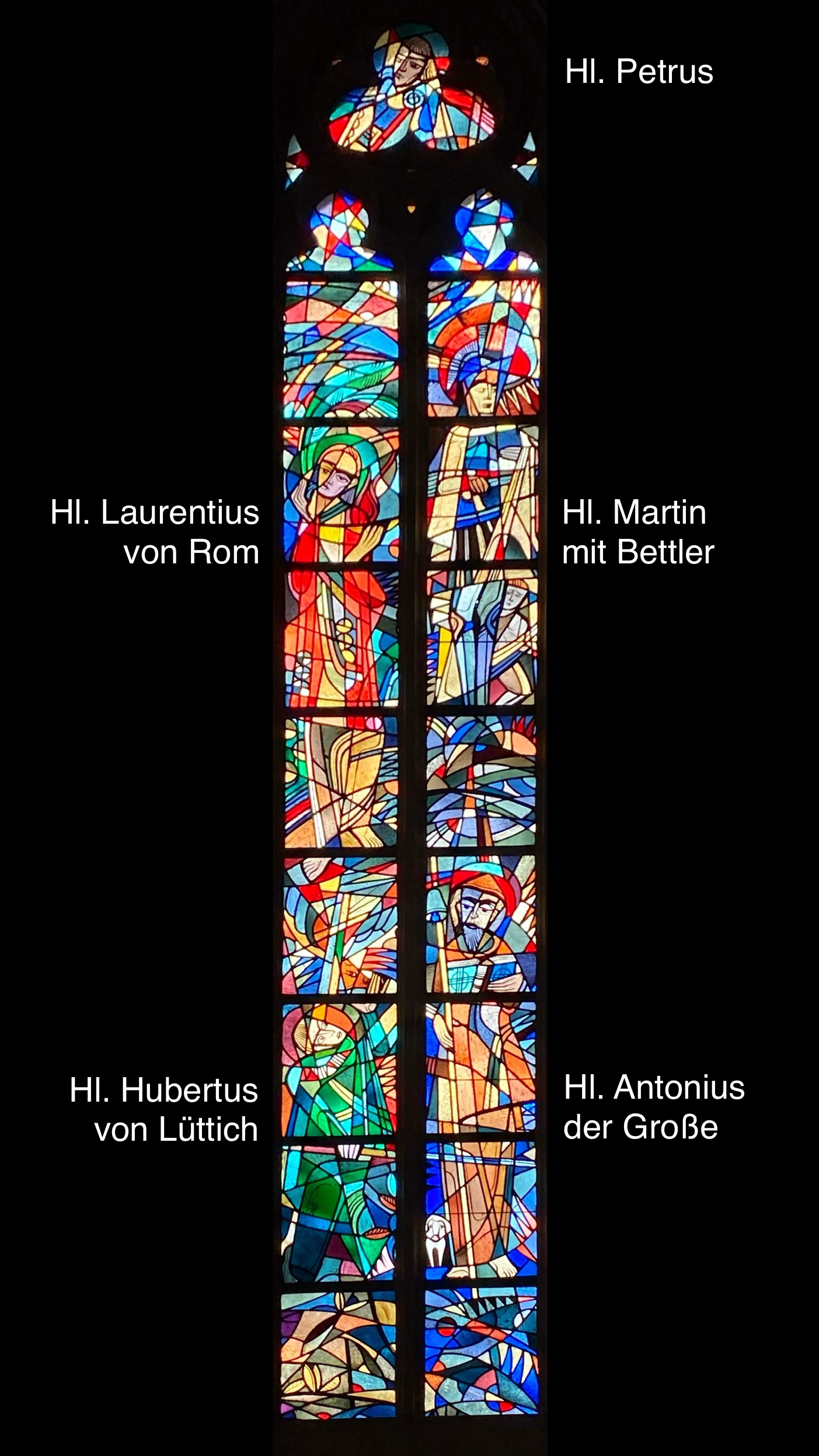
Chorfenster, rechts mit Benennungen

Die Fenster schuf, als Ersatz für die im Zweiten Weltkrieg teilweise zerstörten Fenster, die Fa. Mulders, Kevelaer in den Jahren 1955–1956.

## Orgel

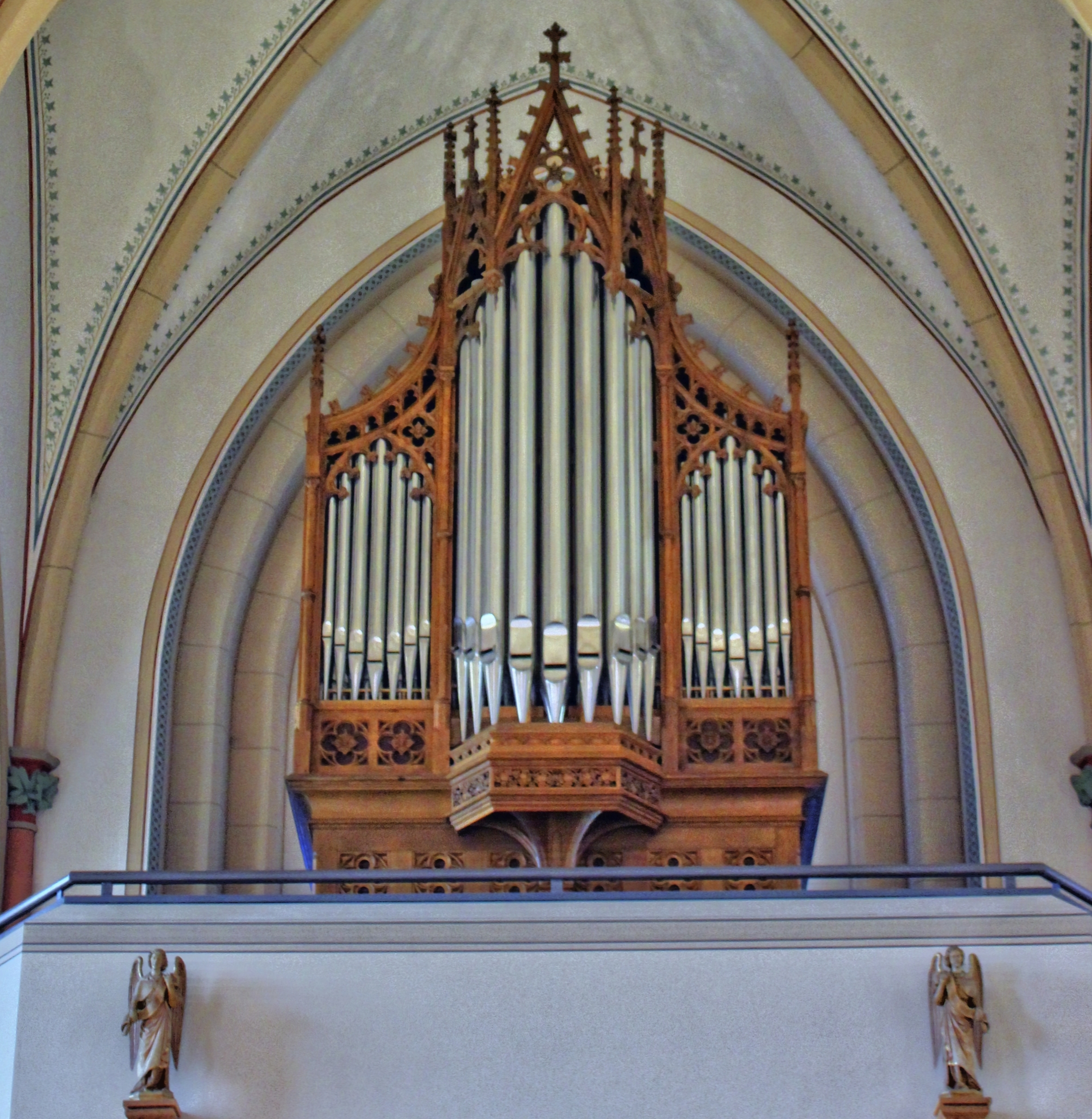
Mönch-Orgel erbaut 1991 im Gehäuse mit Front der Stahlhuth-Orgel von 1898

Die Orgel ist ein Werk der Überlinger Orgelbaufirma Mönch aus dem Jahr 1991. Das Instrument wurde im historischen, neogotischen Gehäuse der Vorgängerorgel von Georg Stahlhuth (1898) eingebaut. Es verfügt über zwölf Register, von denen sieben mittels Wechselschleifen (WS) von einem zweiten Manual angespielt werden können. Die Disposition lautet wie folgt:
| I. Manual C–g3 |               |        |
| 1.             | Principal     | 8′     |
| 2.             | Gedeckt Flöte | 8′     |
| 3.             | Gamba         | 8′     |
| 4.             | Octave        | 4′     |
| 5.             | Rohrflöte     | 4′     |
| 6.             | Nazard        | 2 ⁄3′  |
| 7.             | Flöte         | 2′     |
| 8.             | Terz          | 1 3⁄5′ |
|                | -Halbzug      | 2′     |
| 9.             | Mixtur IV     | 2′     |
| 10.            | Trompete      | 8′     |

| II. Manual C–g3 |               |        |      |
|                 | Gedeckt Flöte | 8′     | (WS) |
|                 | Gamba         | 8′     | (WS) |
|                 | Rohrflöte     | 4′     | (WS) |
|                 | Nazard        | 2 ⁄3′  | (WS) |
|                 | Flöte         | 2′     | (WS) |
|                 | Terz          | 1 3⁄5′ | (WS) |
|                 | Trompete      | 8′     | (WS) |

| Pedal C–d1 |          |     |
| 11.        | Subbaß   | 16′ |
| 12.        | Octavbaß | 8′  |

- Koppeln: II/I, I/P, II/P

## Glocken

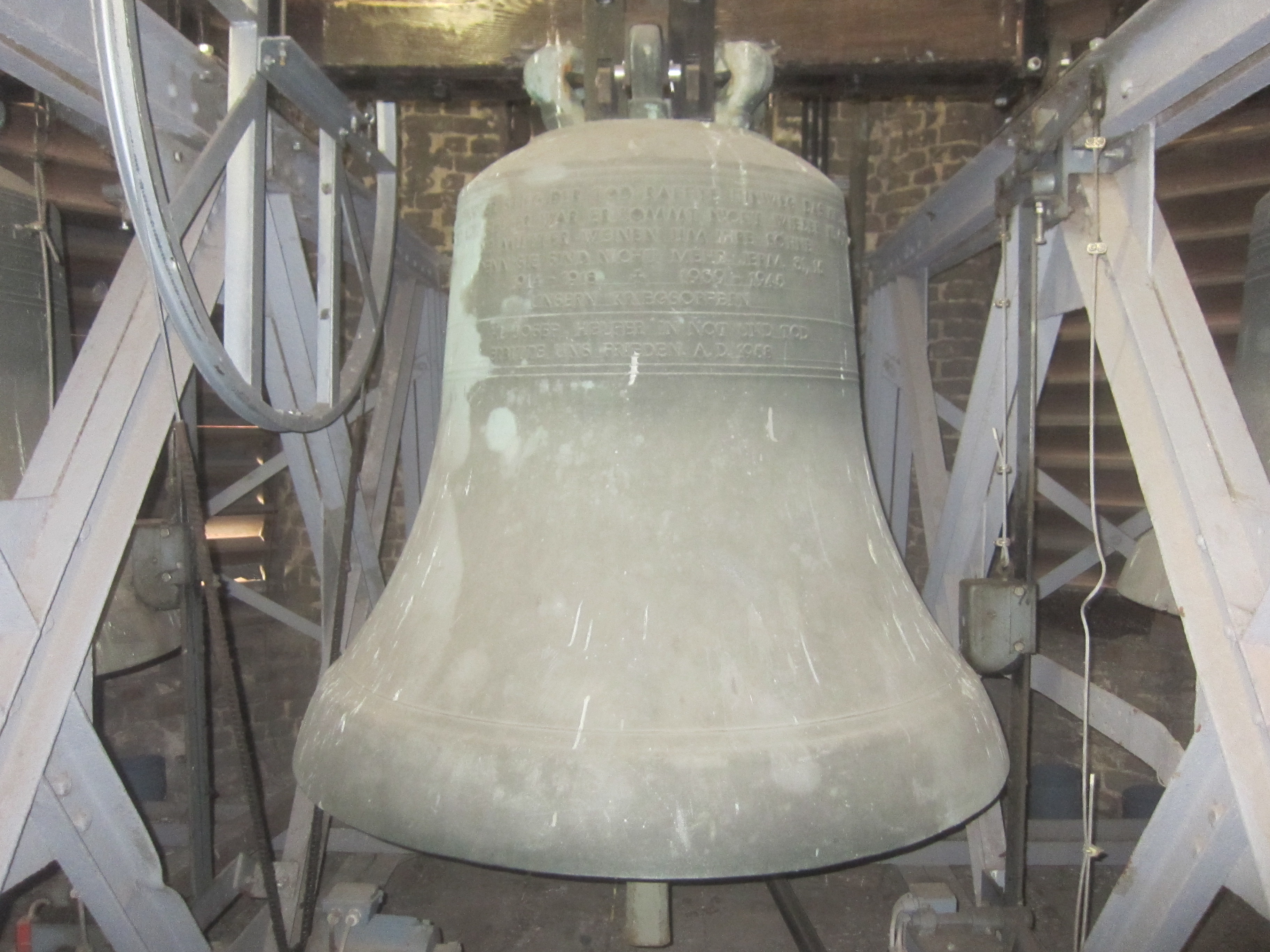
Glocke 1 Josef d^{1}

Dreimal lieferte die Glockengießerei Otto aus Hemelingen/Bremen für die St.-Valentin-Kirche Bronzeglocken: 1907/8 (3 Glocken), 1927 (2 Glocken), 1958 (2 Glocken). Von den ersten OTTO-Glocken ist heute noch die fis-Glocke erhalten. Die anderen Glocken von 1907/8 und 1927 fielen den Glockenvernichtungen der beiden Weltkriege zum Opfer. Nach dem Zweiten Weltkrieg ergänzte Otto das Geläute wieder zur ursprünglichen Schlagtonreihe: d′ – e′ – fis′.
| Nr. | Name  | Durchmesser (mm) | Masse (kg, ca.) | Schlagton (HT-1/16) | Gießer                                   | Gussjahr |
| 1   | Josef | 1.390            | 1.650           | d1 -2               | Karl Otto (III), Fa. F. Otto, Hemelingen | 1958     |
| 2   | Maria | 1.240            | 1.200           | e1 -3               | Karl Otto (III), Fa. F. Otto, Hemelingen | 1958     |
| 3   | Pius  | 1.090            | 820             | fis1 -4             | Karl Otto (I), Fa. F. Otto, Hemelingen   | 1908     |

Motiv: Pater noster

## Pfarre
Die mehrheitlich katholischen Einwohner der Dörfer Venrath, Kaulhausen und Kuckum waren über Jahrhunderte Teil der Pfarre Mariä Himmelfahrt in Wanlo. In Venrath gab es spätestens seit dem 15. Jahrhundert eine größere Kapelle für die Venrather und Kaulhausener. Die Sakramente wurden weiterhin in Wanlo gespendet. Dort befand sich ebenfalls der Friedhof. Mehrere Bestrebungen eine eigene Pfarre mit Sitz in Venrath zu errichten sind im 17. und 18. Jahrhundert aus verschiedenen Gründen gescheitert.
Am 1. März 1804 wurde Venrath durch die Umstrukturierung infolge der Organischen Artikel des französischen Staates und der Neuumschreibung der Pfarren Organisation du diocèse d'Aix - la - Chapelle (Organisation der Diözese Aachen) eine, von der bisherigen Pfarre Wanlo losgelöste, eigene Sukkursal-Pfarre. Neben den Gläubigen aus Venrath und Kaulhausen, die bereits seit alters her zu dieser Kirche gehörten, wurden die katholischen Einwohner der überwiegend protestantischen Dörfer Herrath und Beckrath in der ehemaligen freien Reichsgrafschaft Wickrath aus der Mairie Wickrath und die Gläubigen aus Etgenbusch, Bürgermeisterei Erkelenz der neuen Pfarre St. Valentinus Venrath zugeschlagen.
Nach 200 Jahren Zugehörigkeit der Katholiken aus Herrath und Beckrath wurden diese zum 1. Juli 2005 wieder nach St. Antonius Wickrath umgepfarrt. Seit 2010 ist Venrath keine eigenständige Pfarrgemeinde mehr. Sie wurde mit einigen anderen ehemaligen Pfarreien zur Pfarre „St. Maria und Elisabeth“ Erkelenz fusioniert, diese wurde 2015 aufgehoben und mit der Pfarrei „St. Lambertus Erkelenz“ zur neuen Pfarrei „Christkönig Erkelenz“. Seit dem 1. Januar 2025 bildet diese Pfarrei den Pastoralen Raum Erkelenz im Bistum Aachen.

## Pfarrer
Folgende Priester wirkten bis zur Auflösung der Pfarre 2010 als Pfarrer an St. Valentin:
1. Während der Zugehörigkeit zur Pfarre Mariä Himmelfahrt Wanlo:
  - 1327 = Konstantin von Horn, der möglicherweise 1333 zum Propst von St. Kunibert in Köln aufstieg.[27]
  - 1329 Heinrich von Duisburg (Vertichmark)
  - 1330 Gorswinus von Wanle
  - 1378 Gobelinus von Ratingen
  - 1378–1404 Johann von Schonenbach, gen. Quentini
  - 1436 Heinrich N. (Kirchspielherr)
  - 1541 Matthias Girys
  - 1547–1549 Pfarre unbesetzt
  - 1548–1574 Franz Flockens
  - 1574–1583 Dionisus Gladbacensis
  - 1567 / 1583 Dionisius Dionisii
  - 1606–1636 Wilhelm Tetzius
  - 1636–1658 Johannes Viten
  - 1667–1680 Peter Sieben
  - 1698–1716 Ernst Henseler
  - 1716–1749 Nikolaus Teinertz († 23. Juni 1749)
  - 1749–1779 David Kirchbauer
  - 1779–1801 Franz Anton Hoffmann
2. Eigene Pfarrer in Venrath
  - 1801 Braunen
  - 1813–1842 Johann Andreas Gierlings (* 1. Mai 1762 in Wiehn; Priesterweihe 22. September 1787; † 9. Januar 1842 in Venrath)
  - 1842–1843 Johann Heinrich Goebbels (* 6. September 1802 in Uetterath; Priesterweihe 23. September 1826; † 29. April 1843 in Venrath)
  - 1847–1863 Johann Wilhelm Moenker (* 1806 in Krefeld; † 15. November 1892 in Würm bei Geilenkirchen)
  - 1863–1866  Dr. Wilhelm Lindemann (* 17. Dezember 1828 in Schonnebeck; Priesterweihe 2. September 1852 in Köln; † 20. Dezember 1879 in Niederkrüchten)
  - Arnold Rey
  - -1896 Emunds
  - 1896–1907 Franz Heinrich Löhrer (* 30. Dezember 1851 in Erkelenz; Priesterweihe 23. August 1874; † 4. Dezember 1909 in Ederen)
  - 1907–1910 Jakob Meer (* Mönchengladbach-Hamern; Priesterweihe 18. März 1893 im Hohen Dom zu Köln; † 30. Mai 1913 in Venrath)
  - 1911–1929 Hubert Frissen (* 24. September 1876 in Aachen; Priesterweihe 15. März 1902 in Köln; † 20. Oktober 1946 in Stolberg)
  - 1929–1955 Bernhard Hubert Berwitt (* 9. Februar 1874 in Düsseldorf; Priesterweihe 15. August 1899 im Hohen Dom zu Köln; † 13. Dezember 1961 in Venrath)
  - 1955–1962 Matthias Schmitz (* 21. August 1910 in Mönchengladbach-Neuwerk; Priesterweihe 9. August 1937 im Dom zu Aachen; † 20. Mai 1988 in Damp/Ostsee)
  - 1962–1963 Pater Peter van Wersch SCJ[28] (* 12. Dezember 1918 in Mechelen/NL; Priesterweihe 13. Juli 1947 in Löwen; † 25. Januar 1984 in Vettweiß-Kelz) zur Aushilfe
  - 1963–1989 Peter Diels (* 1921; Priesterweihe 1947; † 2. Dezember 1991)
  - 1989–1995 Bernhard Steffes (* 1937; Priesterweihe 1971; † 2. Juli 2021) Pfarrverweser
  - 1997–2002 Ulrich Lühring (* 1961 in Viersen; Priesterweihe 20. Februar 1988 im Dom zu Aachen)
  - 1993–2004 Pater Theodardus Megens OCarm (* 1. September 1926 in Berghem/NL; Priesterweihe 11. Juli 1954 in der Karmeliterkirche Merkelbeeck; † 9. Oktober 2012 in Erkelenz) Subsidiarund Mitarbeiter in der Seelsorge
  - 2004–2010 Günter Salentin